# Xe tải

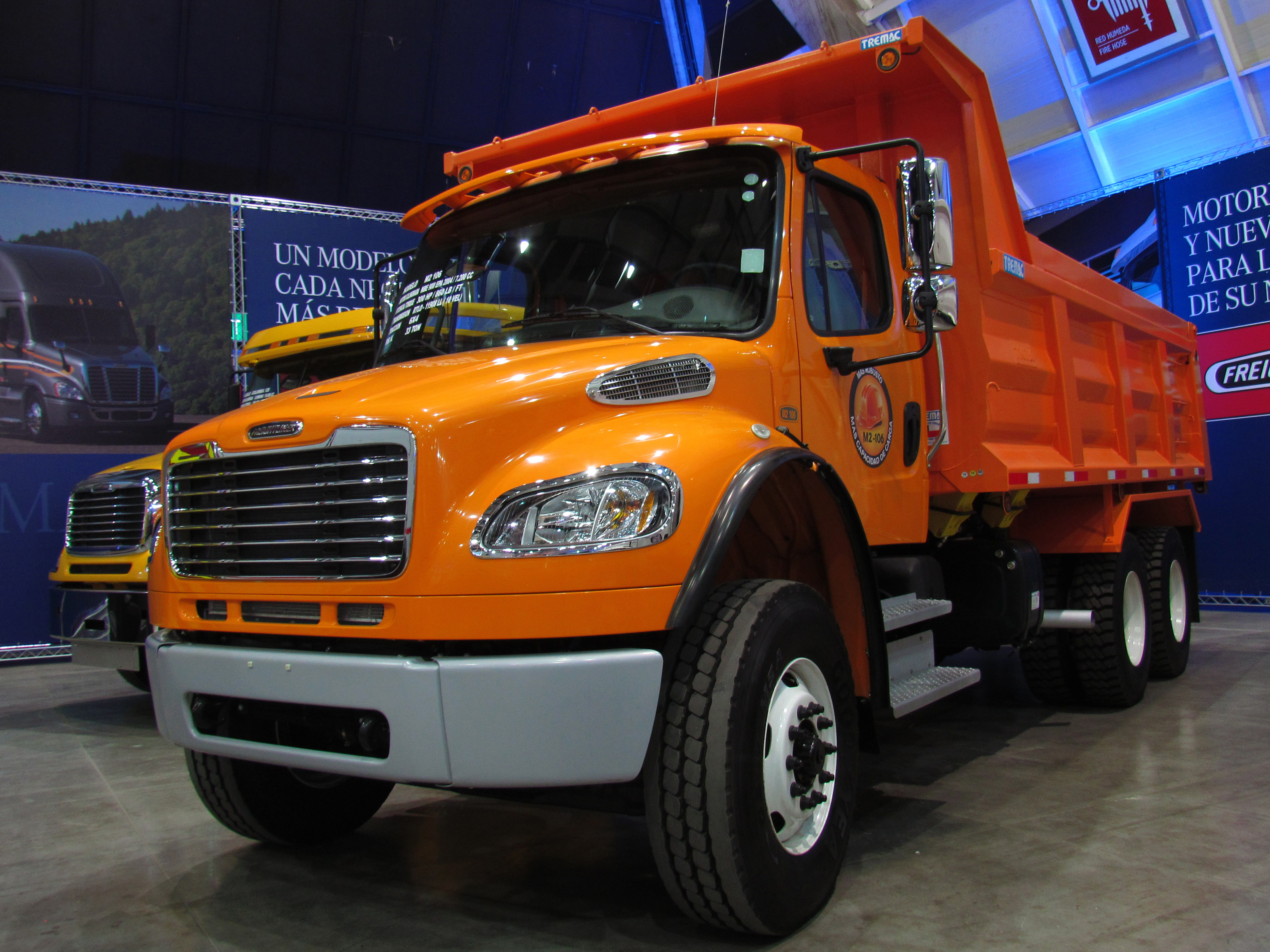
Xe ben Freightliner M2 của hãng Freightliner

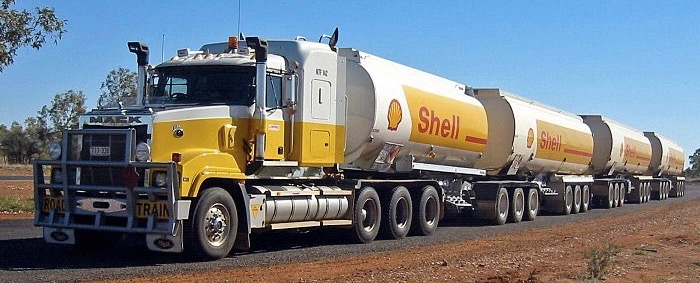
Một Mack Titan road train tại Úc

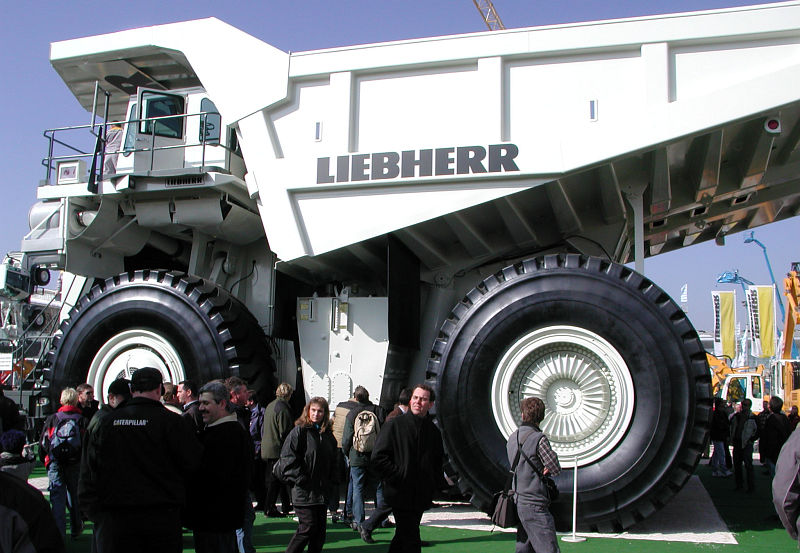
Xe khai thác mỏ Liebherr T 282B lai điện

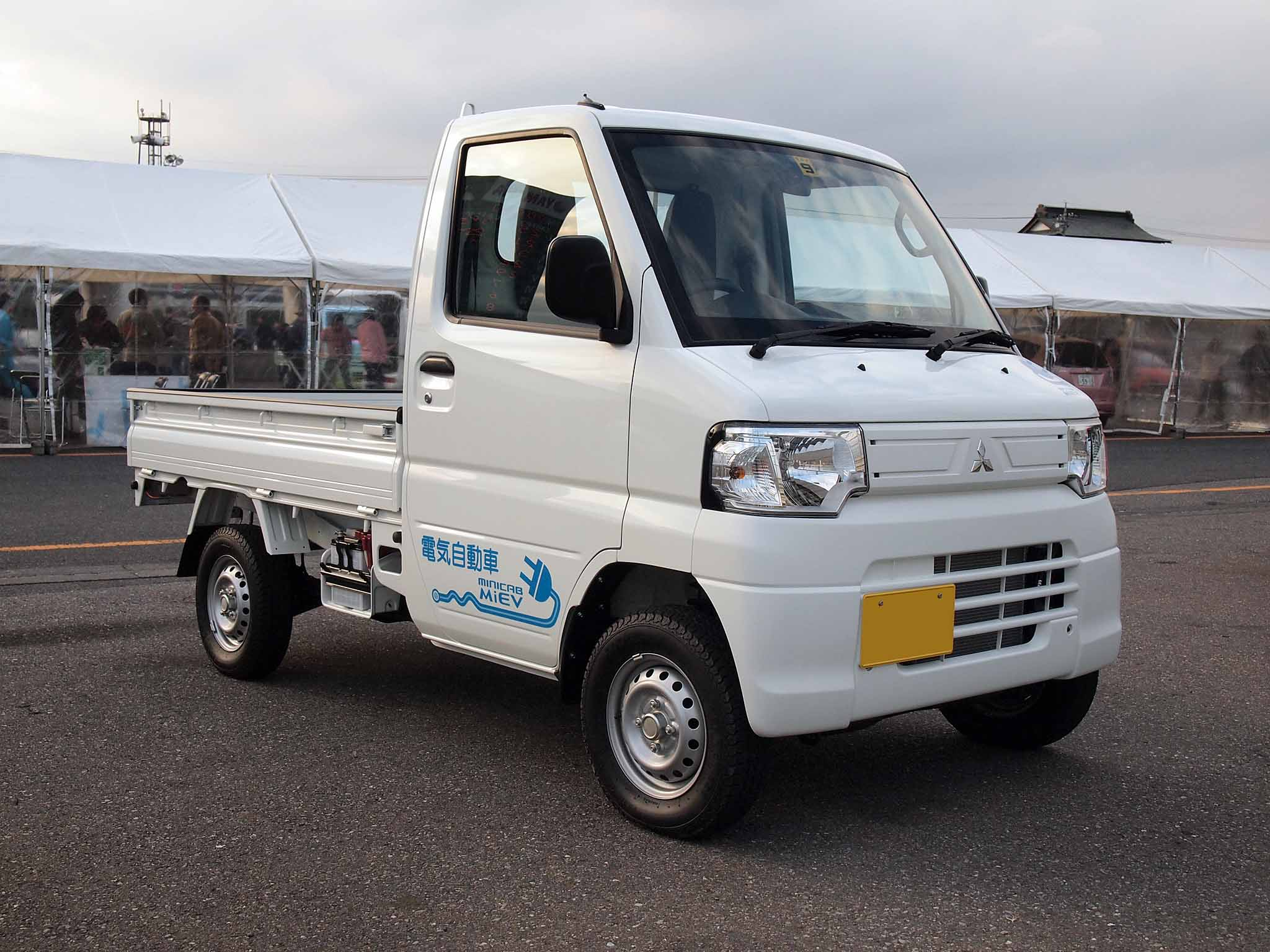
Xe tải Mitsubishi Minicab MiEV chạy bằng điện

Xe tải hoặc xe ben là loại xe cơ giới được thiết kế để vận chuyển hàng hóa, chở tải đặc biệt hoặc thực hiện các công việc hữu ích khác. Xe tải có sự đa dạng về kích thước, công suất và kết cấu, thường được xây dựng với cấu trúc khung thân-vỏ và cabin độc lập với phần tải. Một số loại nhỏ có thể tương tự ô tô thông thường. Xe tải thương mại có thể rất lớn và mạnh mẽ, và thường có khả năng trang bị thiết bị đặc biệt như xe chở rác, xe cứu hoả, xe trộn bê tông và xe đào hút bùn. Trong tiếng Anh Mỹ, phương tiện thương mại không kéo rơ móc hoặc khung nối khác được gọi là "straight truck", còn xe được thiết kế đặc biệt để kéo rơ móc thì không được coi là xe tải mà được gọi là "tractor".
Hiện nay, hầu hết các xe tải vẫn sử dụng động cơ diesel, tuy nhiên cũng có xe tải nhỏ đến trung bình sử dụng động cơ xăng ở Mỹ, Canada và Mexico. Thị phần của xe tải chạy bằng điện đang tăng nhanh và dự kiến sẽ đạt 7% trên toàn cầu vào năm 2027, đồng thời động lực điện cũng đã trở thành ưu thế trong cả những chiếc xe tải lớn nhất và nhỏ nhất. Tại Liên minh châu Âu, các phương tiện có khối lượng tổng hợp lên đến 3,5 t (3,4 tấn Anh; 3,9 tấn Mỹ) được gọi là phương tiện thương mại nhẹ, và những phương tiện có khối lượng lớn hơn được gọi là phương tiện hàng hoá lớn.

## Lịch sử

### Xe tải hơi nước

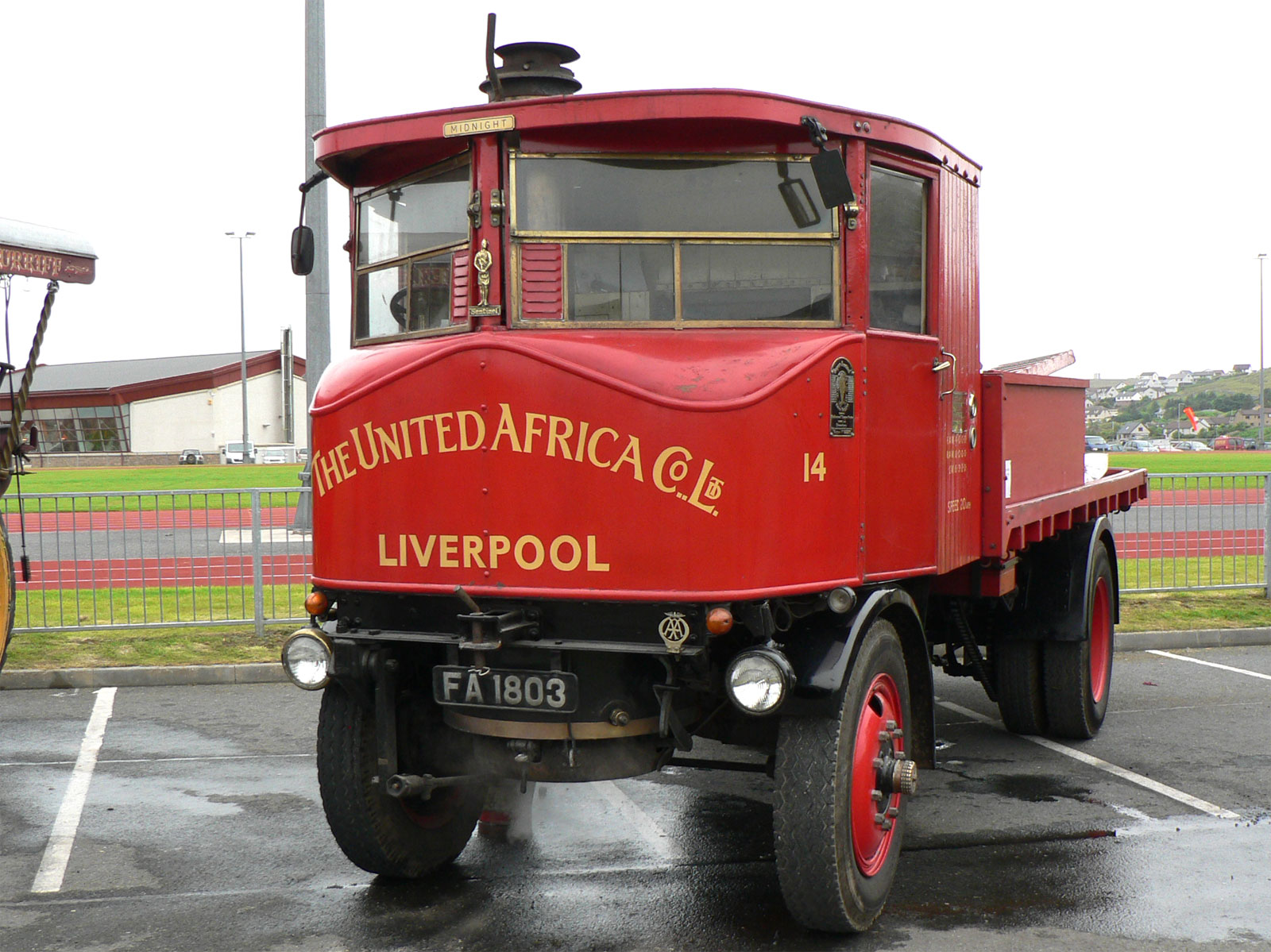
Xe tải hơi nước của Sentinel

Nguồn gốc chung của xe tải và ô tô là chiếc fardier chạy bằng hơi nước do Nicolas-Joseph Cugnot chế tạo vào năm 1769. Tuy nhiên, xe tải hơi nước chỉ thực sự phổ biến từ giữa thế kỷ 19 trở đi. Vào thời điểm đó, mạng lưới đường phố được xây dựng dành cho xe ngựa hạn chế các phương tiện này chỉ có thể hoạt động trong các quãng đường ngắn, thường từ nhà máy đến ga tàu gần nhất. Xe tải semi-trailer đầu tiên xuất hiện vào năm 1881, được kéo bởi máy kéo chạy bằng hơi nước do De Dion-Bouton sản xuất. Xe tải hơi nước được bán ở Pháp và Hoa Kỳ cho đến trước Thế chiến I, và cho đến năm 1935 ở Vương quốc Anh, khi thay đổi luật thuế đường bộ khiến chúng không còn cạnh tranh so với các chiếc xe tải diesel mới.

### Động cơ đốt trong

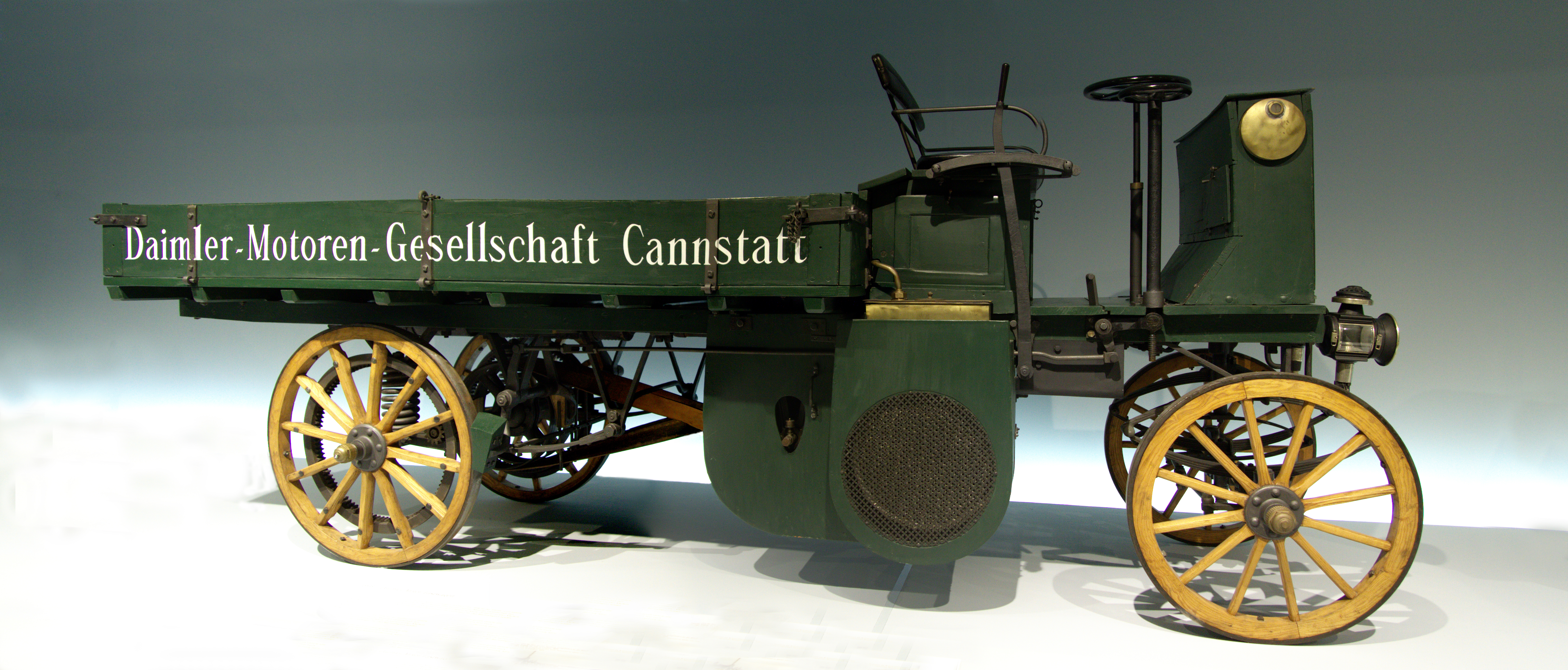
Xe tải động cơ đốt trong Daimler Motor-Lastwagen năm 1898

Năm 1895, Karl Benz thiết kế và chế tạo chiếc xe tải chạy bằng động cơ đốt trong đầu tiên. Trong năm đó, một số xe tải của Benz đã được chuyển đổi thành xe buýt bởi hãng Netphener. Một năm sau, năm 1896, Gottlieb Daimler xây dựng một chiếc xe tải khác chạy bằng động cơ đốt trong, gọi là Daimler Motor Lastwagen. Các công ty khác như Peugeot, Renault và Büssing, cũng tạo ra phiên bản riêng của họ. Chiếc xe tải đầu tiên ở Hoa Kỳ được xây dựng bởi Autocar vào năm 1899 và có động cơ 5 hoặc 8 mã lực (4 hoặc 6 kW). Trong thời kỳ này, xe tải chủ yếu sử dụng động cơ hai xi lanh và có khả năng chở hàng từ 1,5 đến 2 t (3.300 đến 4.400 lb). Sau Thế chiến I, có nhiều cải tiến như động cơ khởi động bằng điện, và động cơ 4, 6 và 8 xi lanh.

### Động cơ diesel
Mặc dù đã được phát minh vào năm 1897, động cơ diesel không xuất hiện trên xe tải sản xuất cho đến khi Benz giới thiệu vào năm 1923. Đến thập kỷ 1930, động cơ diesel mới trở nên phổ biến trên xe tải tại châu Âu. Tại Hoa Kỳ, Autocar giới thiệu động cơ diesel cho ứng dụng nặng vào giữa thập kỷ 1930. Nhu cầu tăng cao đã thúc đẩy Autocar ra mắt mẫu "DC" (diesel thông thường) vào năm 1939. Tuy nhiên, việc động cơ diesel được chấp nhận rộng rãi tại Hoa Kỳ mất nhiều thời gian hơn: đến những năm 1970, động cơ xăng vẫn được sử dụng trên xe tải nặng.

### Động cơ điện

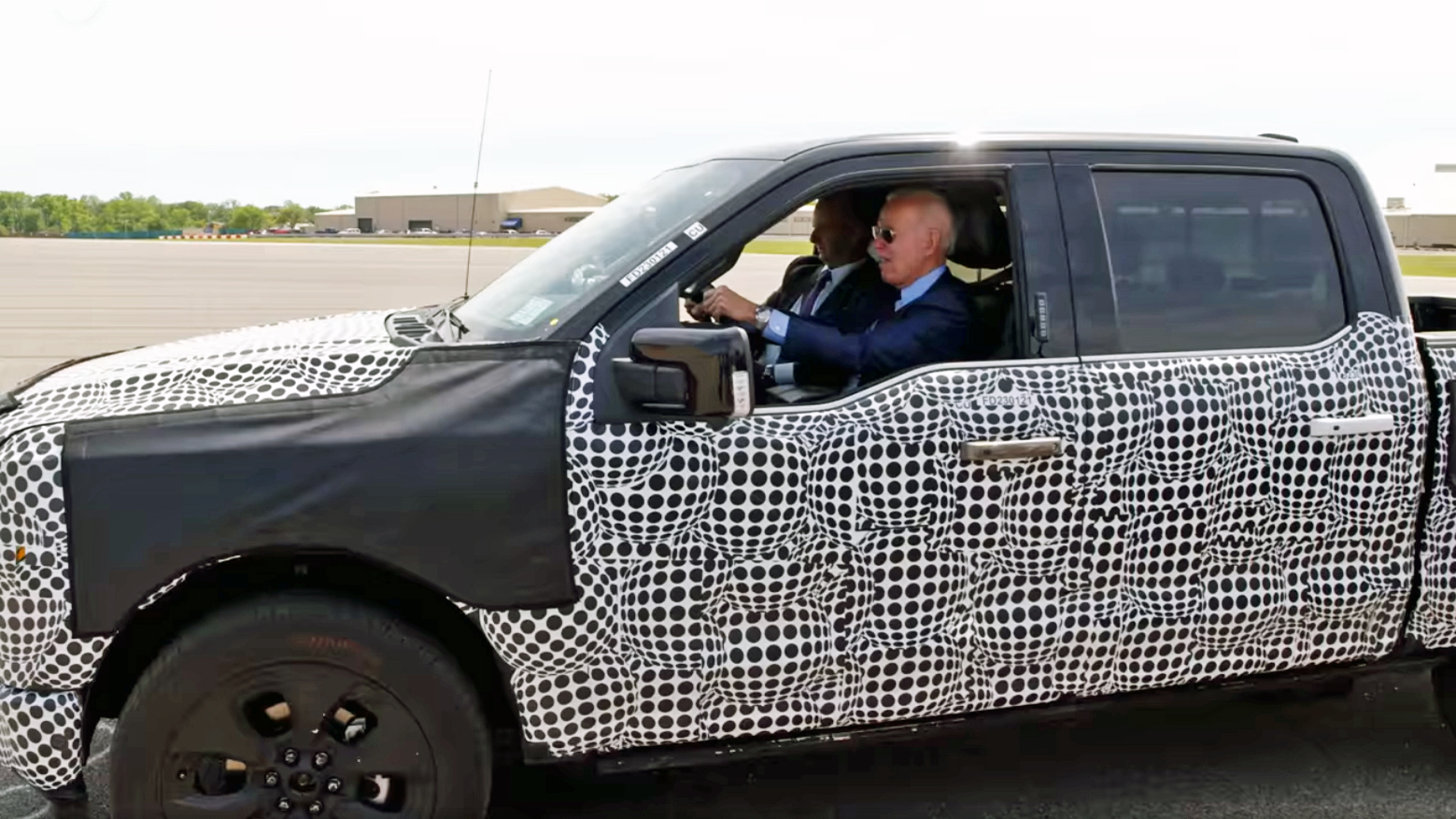
Tổng thống Mỹ Joe Biden thử lái chiếc xe tải Ford F-150 Lightning chạy bằng điện tại Trung tâm Xe điện Rouge Electric Vehicle Center của Ford

Xe tải chạy bằng điện đã xuất hiện trước cả động cơ đốt trong và đã sẵn có liên tục từ giữa thế kỷ 19. Vào thập kỷ 1920, Autocar Trucks là nhà sản xuất xe tải hàng đầu đầu tiên cung cấp loạt xe tải điện để bán. Xe tải điện đã thành công trong vận chuyển hàng hóa trong khu vực đô thị và làm các nhiệm vụ đặc thù như xe nâng và xe kéo đẩy. Tuy nhiên, mật độ năng lượng cao của nhiên liệu lỏng dẫn dẫn đến sự giảm dần của xe tải điện và sự ưu tiên dành cho động cơ xăng, sau đó là động cơ diesel và CNG cho đến khi công nghệ pin tiến bộ vào những năm 2000, khi các hợp chất hóa học mới và sản xuất hàng loạt mở rộng phạm vi ứng dụng của động cơ điện trong nhiều vai trò khác nhau. Ngày nay, các nhà sản xuất đang điện hoá tất cả các loại xe tải trước các yêu cầu quy định quốc gia, với xe tải vận chuyển xa là thách thức lớn nhất.

### Nguyên gốc từ

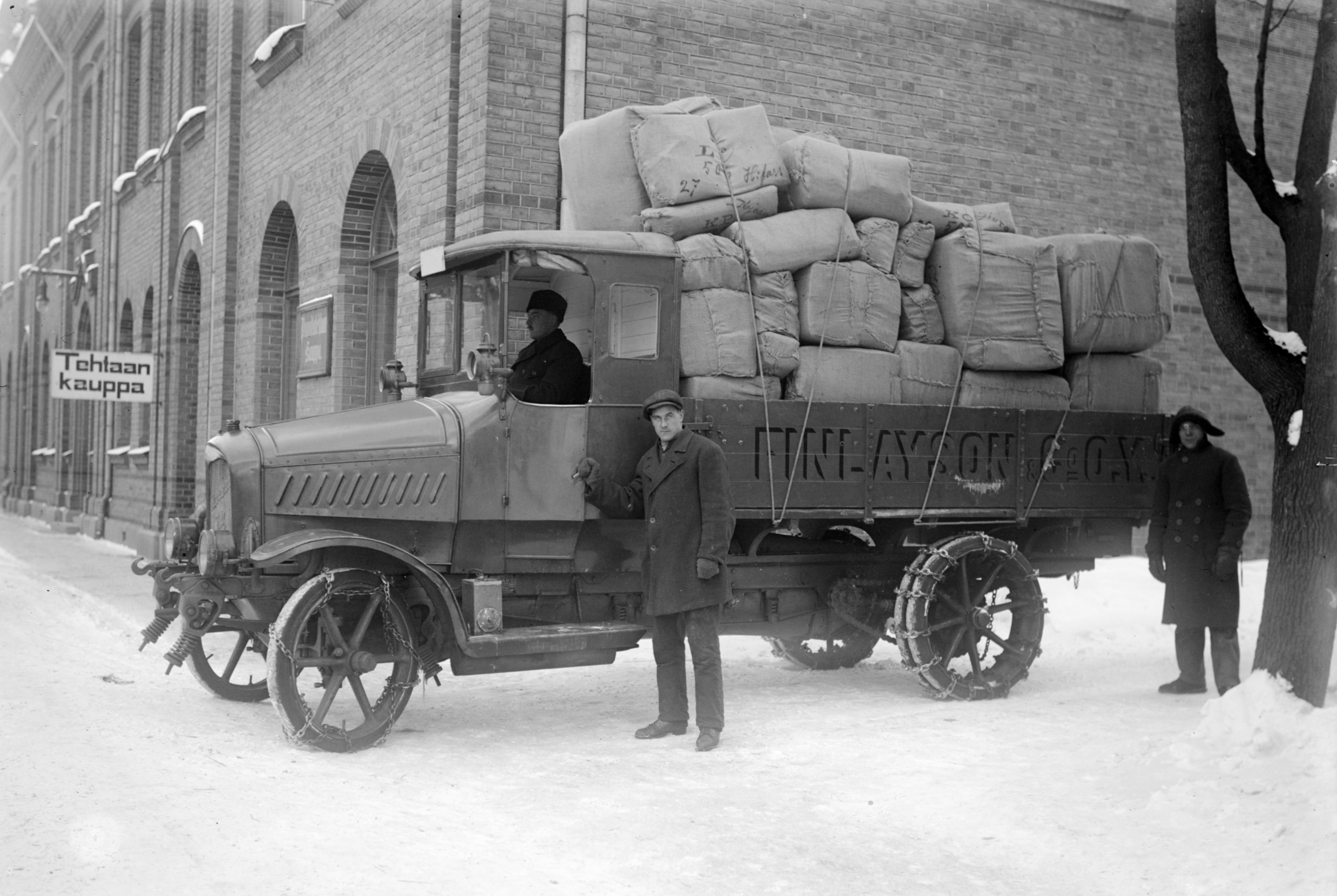
Xe tải Mannesmann Mulag tại nhà máy Finlayson tại Tampere, Phần Lan năm 1921

Thuật ngữ Truck được sử dụng trong tiếng Anh ở Mỹ, và phổ biến ở Canada, Úc, New Zealand, Pakistan và Nam Phi, trong khi lorry tương đương trong tiếng Anh Anh, và là thuật ngữ thông thường ở các nước như Ireland, Malaysia, Singapore và Ấn Độ.
Lần sử dụng đầu tiên biết đến của "truck" là vào năm 1611 khi nó chỉ bánh xe nhỏ và mạnh trên xe đẩy pháo trên tàu, xuất phát từ "Trokhos" (tiếng Hy Lạp) = "bánh xe". Trong sự sử dụng mở rộ hơn, nó ám chỉ đến các xe đẩy chở hàng nặng, ý nghĩa đã được biết đến từ năm 1771. Ý nghĩa mở rộ hơn của "truck", "phương tiện vận chuyển có động cơ", được sử dụng từ năm 1930, viết tắt từ "motor truck", xuất phát từ năm 1901.
Từ "lorry" có nguồn gốc không rõ ràng hơn, nhưng có thể liên quan đến ngành vận tải đường sắt, nơi từ này được sử dụng từ năm 1838 để chỉ một loại xe tải (loại xe hàng như trong sử dụng Anh, không phải là xe bốn bánh như ở Mỹ), cụ thể là một loại xe tải phẳng lớn. Có thể xuất phát từ động từ lurry (kéo hoặc kéo theo, hoặc vận chuyển) đã được sử dụng từ sớm như năm 1664, nhưng mối liên hệ này không rõ ràng. Ý nghĩa mở rộ hơn của "lorry", "phương tiện tự động để vận chuyển hàng hóa", được sử dụng từ năm 1911.

### Biến đổi quốc tế

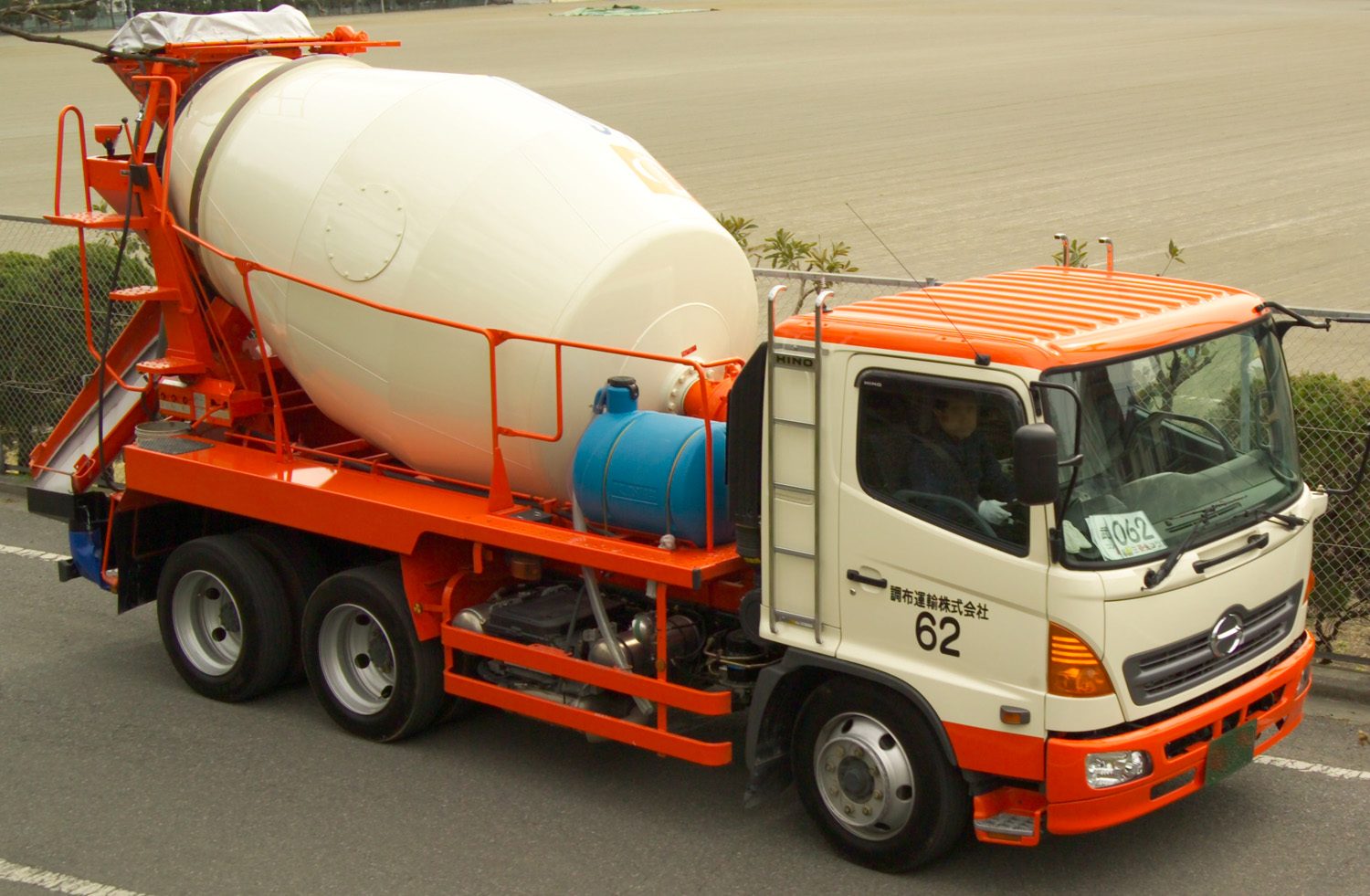
Xe trộn bê tông Nhật Bản

Ở Hoa Kỳ, Canada và Philippines, thuật ngữ "truck" thường dùng để chỉ những phương tiện thương mại lớn hơn xe hơi thường, bao gồm cả SUV lớn, xe bán tải và các xe khác có khoang chứa hàng mở. Tại Úc, New Zealand và Nam Phi, từ "truck" chủ yếu được dùng cho những xe lớn hơn. Ở Úc và New Zealand, xe bán tải thường được gọi là ute (viết tắt của "utility" vehicle), trong khi tại Nam Phi nó được gọi là bakkie (Afrikaans: "container mở nhỏ"). Ở Vương quốc Anh, Ấn Độ, Malaysia, Singapore, Ireland và Hồng Kông, "lorry" dùng thay cho "truck", nhưng chỉ dành cho loại vừa và nặng, trong khi "truck" thường chỉ dùng để nói về các xe pickup.

## Phân loại theo kích thước

### Loại siêu nhẹ

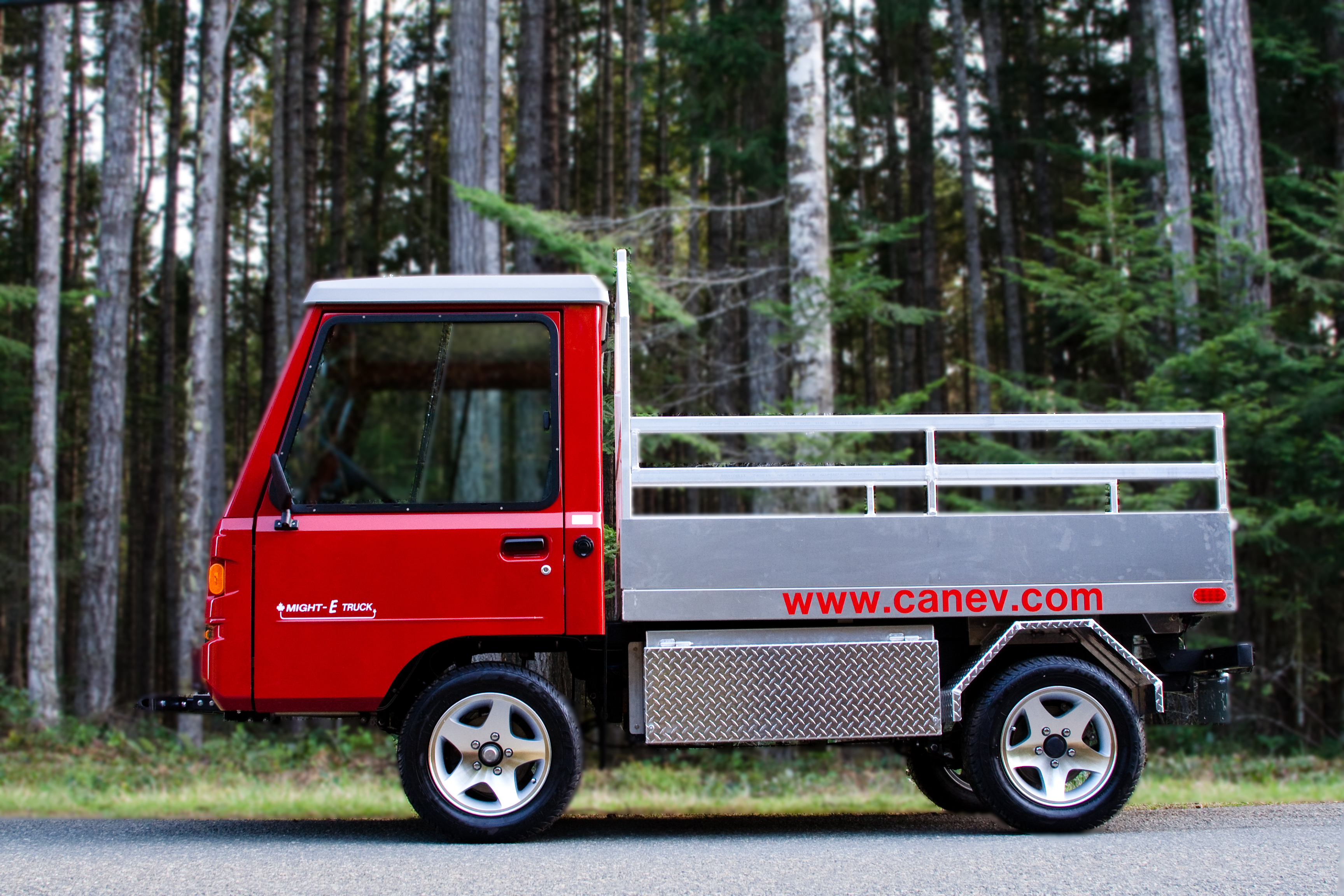
Xe tải Might-E từ Canadian Electric Vehicles

Thường được sản xuất như phiên bản biến thể của các chiếc xe đánh golf, với động cơ đốt trong hoặc động cơ điện battery electric, chúng thường được sử dụng chủ yếu ngoài địa hình cao tốc, như trong các khu đất rộng, sân golf và công viên. Mặc dù không phù hợp để sử dụng trên đường cao tốc, một số phiên bản có thể được cấp giấy phép di chuyển chậm trên đường phố, thường là dạng biến thể của xe neighborhood electric vehicle. Một số hãng sản xuất cung cấp các dòng xe chất lượng đặc biệt cho loại xe này, trong khi Zap Motors trình làng phiên bản của chiếc xe đạp ba bánh điện Xebra của họ (có thể được cấp giấy phép ở Mỹ như một chiếc xe máy).

### Loại rất nhẹ

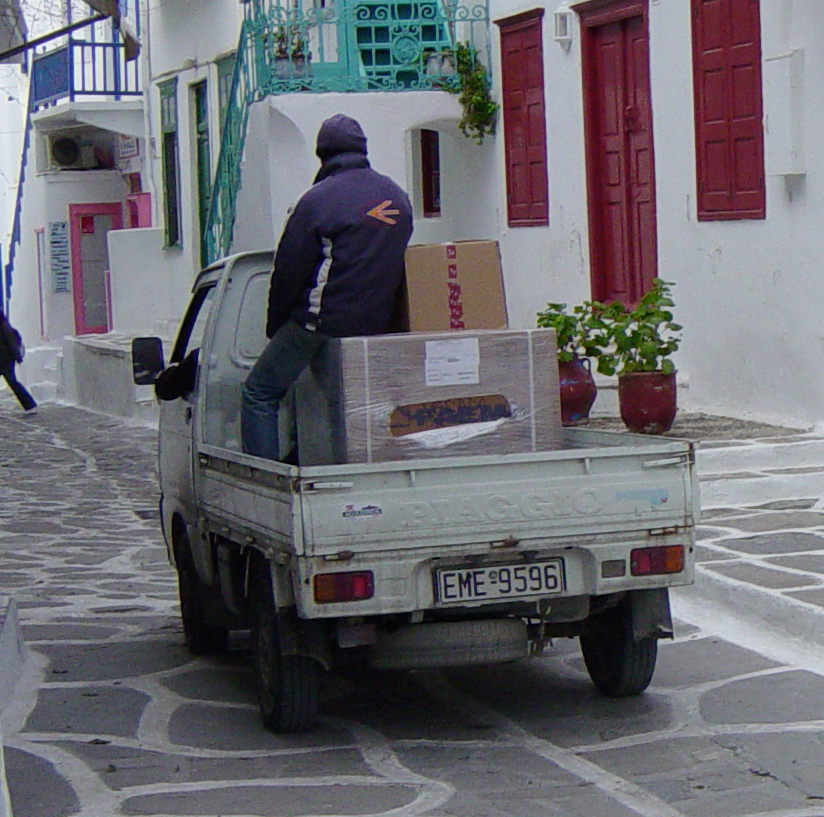
Chiếc Piaggio Porter

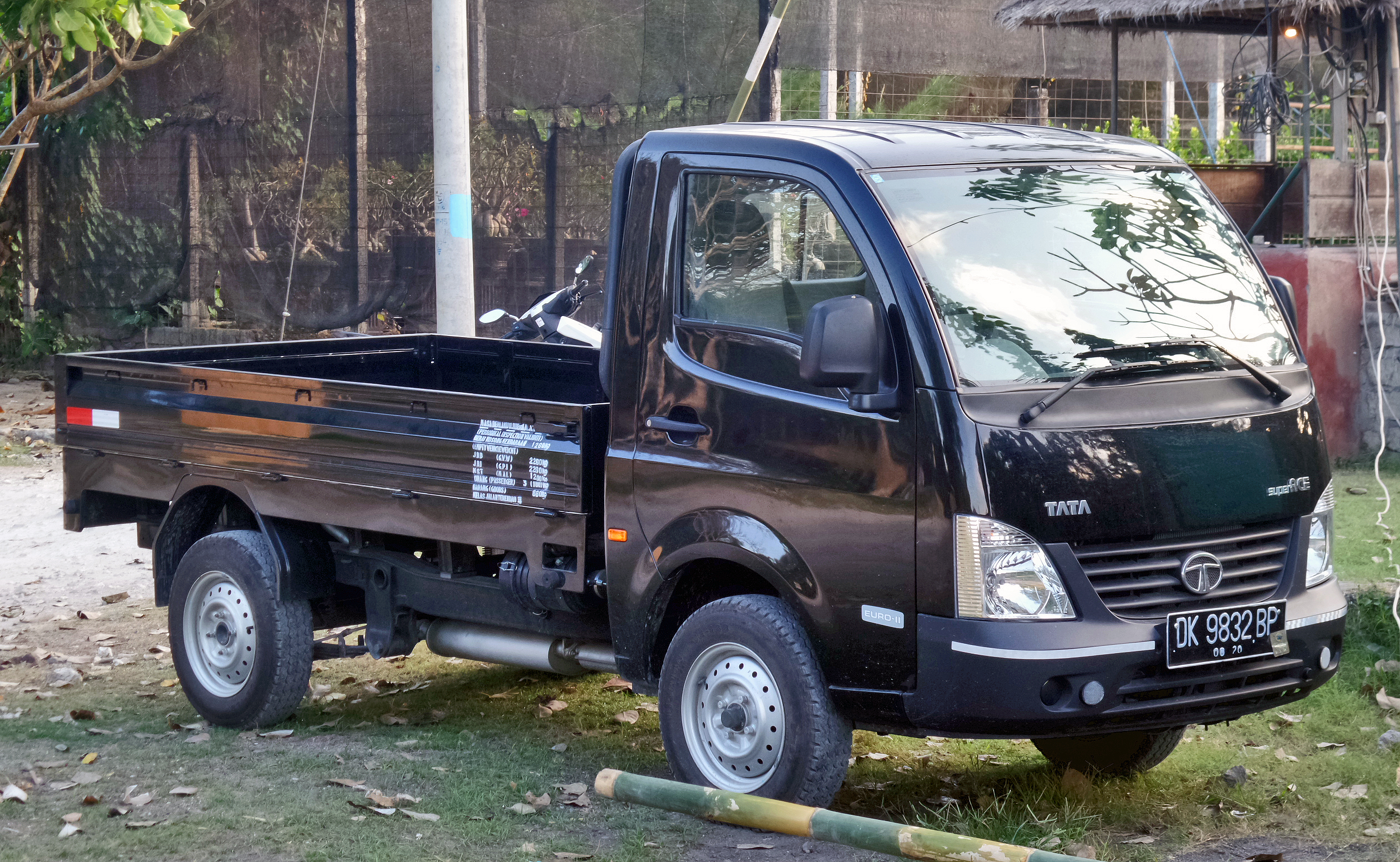
Chiếc Tata Super Ace tại Indonesia

Phổ biến tại châu Âu và châu Á, nhiều chiếc xe tải nhỏ này thực chất là phiên bản thiết kế lại từ các ô tô nhẹ, thường có thiết kế thân monocoque. Các thiết kế chuyên dụng có khung gầm vững chắc như chiếc Piaggio của Ý ở đây thường dựa trên các thiết kế Nhật Bản (trong trường hợp này là của hãng Daihatsu) và được sử dụng phổ biến trong các khu vực "phố cổ" của các thành phố châu Âu, nơi có những con ngõ hẹp.
Dù tên gọi khác nhau, những chiếc xe tải nhỏ này có nhiều ứng dụng khác nhau. Ở Nhật Bản, chúng được quy định dưới luật xe Kei car, cho phép người sở hữu xe được giảm thuế khi mua chiếc xe nhỏ hơn và yếu hơn (hiện tại, động cơ chỉ giới hạn dung tích 660 cc). Ở Nhật Bản, những chiếc xe này được sử dụng như các phương tiện tiện ích trên đường. Các chiếc xe tải nhỏ này được sản xuất tại Nhật Bản cho việc lưu thông trên đường, cạnh tranh với các xe ATV chạy ngoại địa tại Hoa Kỳ. Quy định nhập khẩu yêu cầu các chiếc xe tải nhỏ này phải có giới hạn tốc độ tối đa 25 mph (40 km/h) do chúng được phân loại là các phương tiện di chuyển tốc độ thấp. Những chiếc xe này được sử dụng trong xây dựng, chạy trong các khuôn viên lớn (cơ quan chính phủ, trường đại học và công nghiệp), nông nghiệp, trang trại chăn nuôi gia súc, các công viên giải trí và thay thế cho xe đẩy golf.

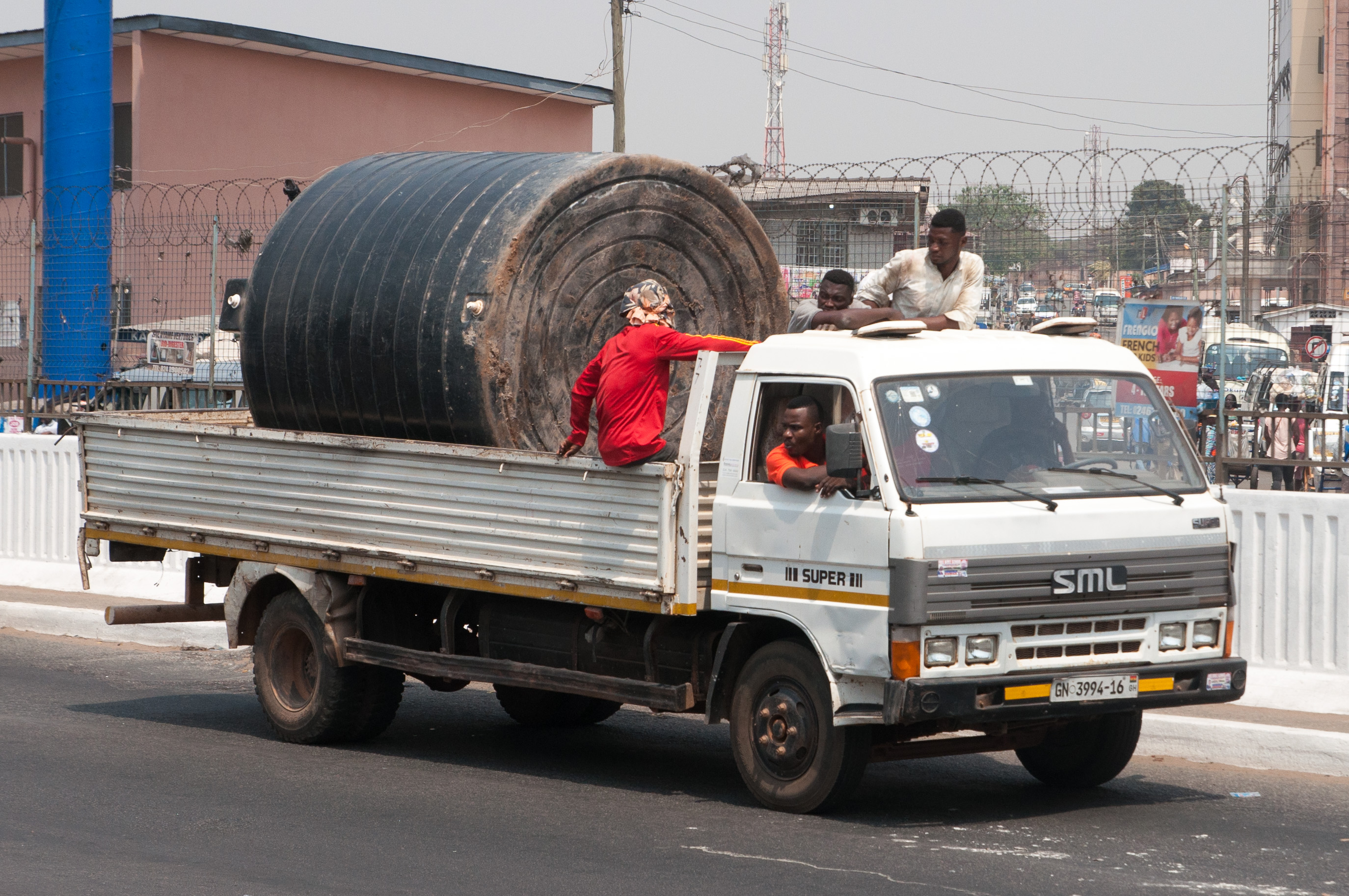
Chiếc xe tải SML trên đường ở Accra

### Loại nhẹ

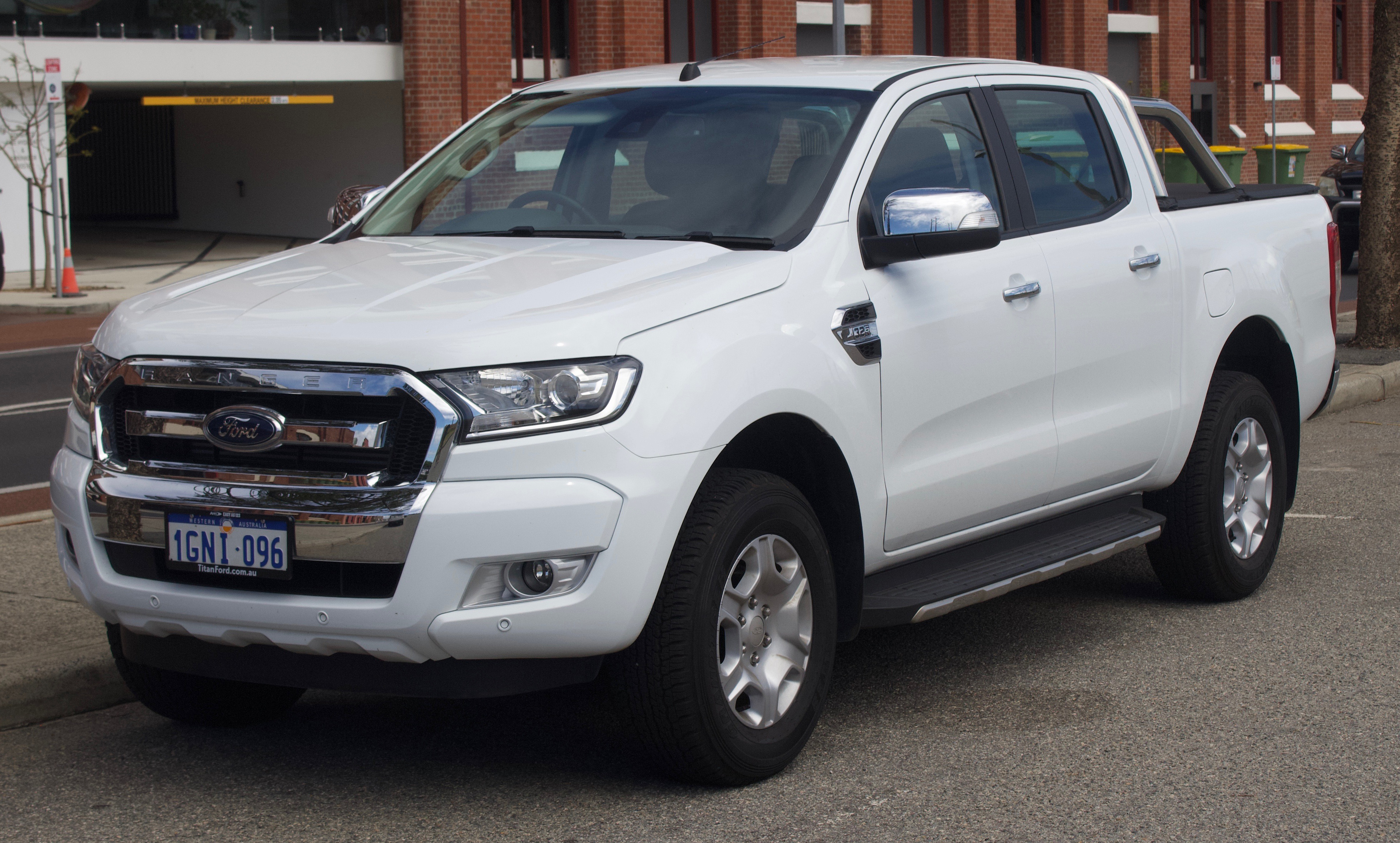
Chiếc xe bán tải Ford Ranger

Xe tải nhẹ có kích thước tương tự ôtô (ở Mỹ, không quá 13.900 lb (6,3 t)) và được sử dụng bởi cả cá nhân lẫn doanh nghiệp. Tại Liên minh châu Âu, chúng không được nặng hơn 3,5 t (7.700 lb) và có thể được lái bằng bằng lái xe ôtô. Xe bán tải, gọi là "utes" ở Úc và New Zealand, phổ biến ở Bắc Mỹ và một số khu vực ở Châu Mỹ Latinh, châu Á và châu Phi, nhưng không phổ biến ở châu Âu, nơi loại xe thương mại kích thước này thường được sản xuất dưới dạng xe tải nhẹ.

### Loại trung bình

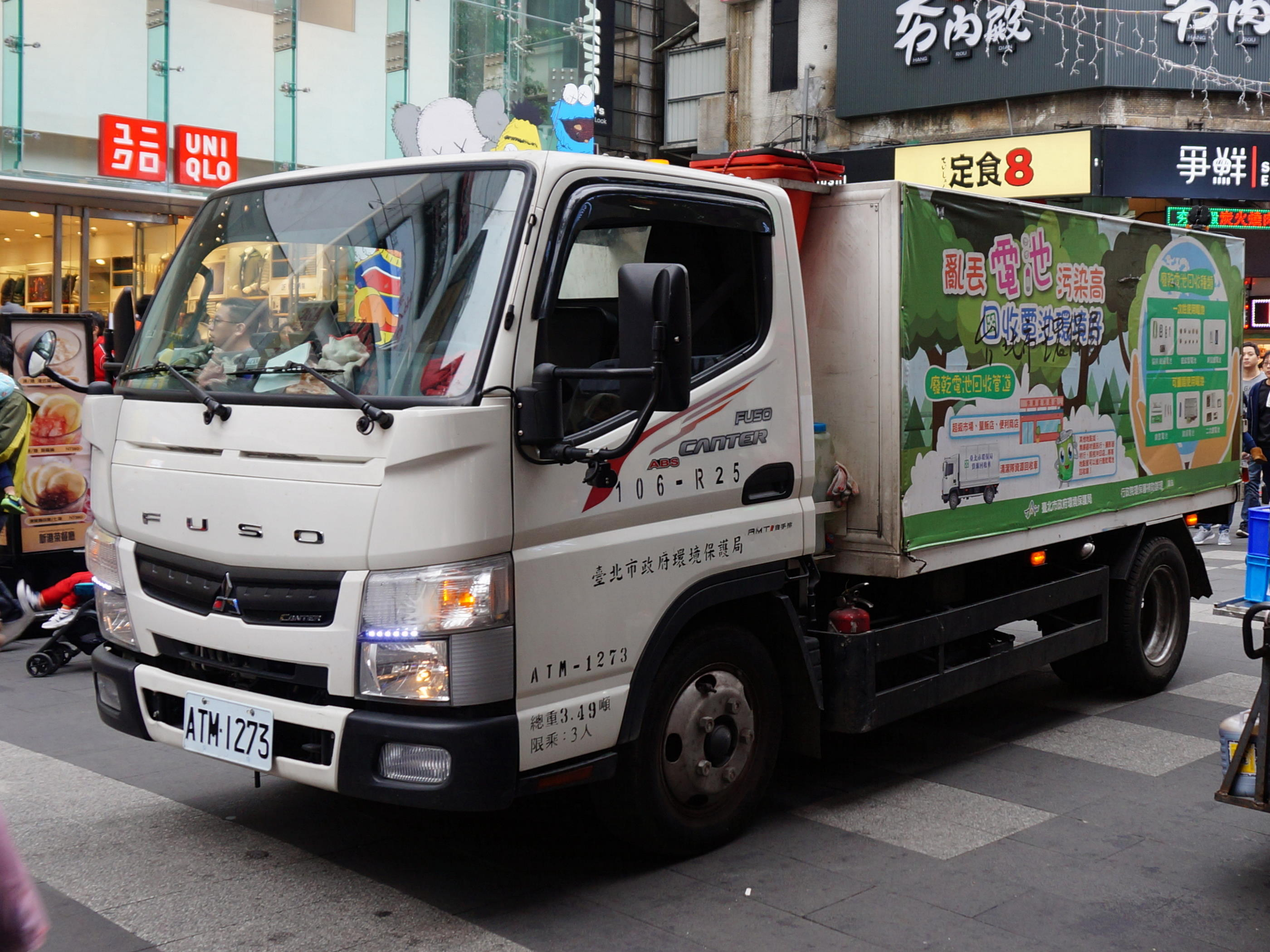
Fuso Canter, thế hệ thứ 8 tại Đài Loan

Xe tải trung bình lớn hơn xe tải nhẹ nhưng nhỏ hơn xe tải nặng. Ở Mỹ, chúng được định nghĩa có trọng lượng từ 13.000 đến 33.000 lb (5,9 đến 15,0 t). Còn ở Vương quốc Anh và Liên minh châu Âu, trọng lượng nằm trong khoảng từ 3,5 đến 7,5 t (7.700 đến 16.500 lb). Các dịch vụ giao hàng địa phương và dịch vụ công cộng (như xe chở cát, xe chở rác và xe chữa cháy) thường có kích thước xung quanh như vậy.

### Loại nặng

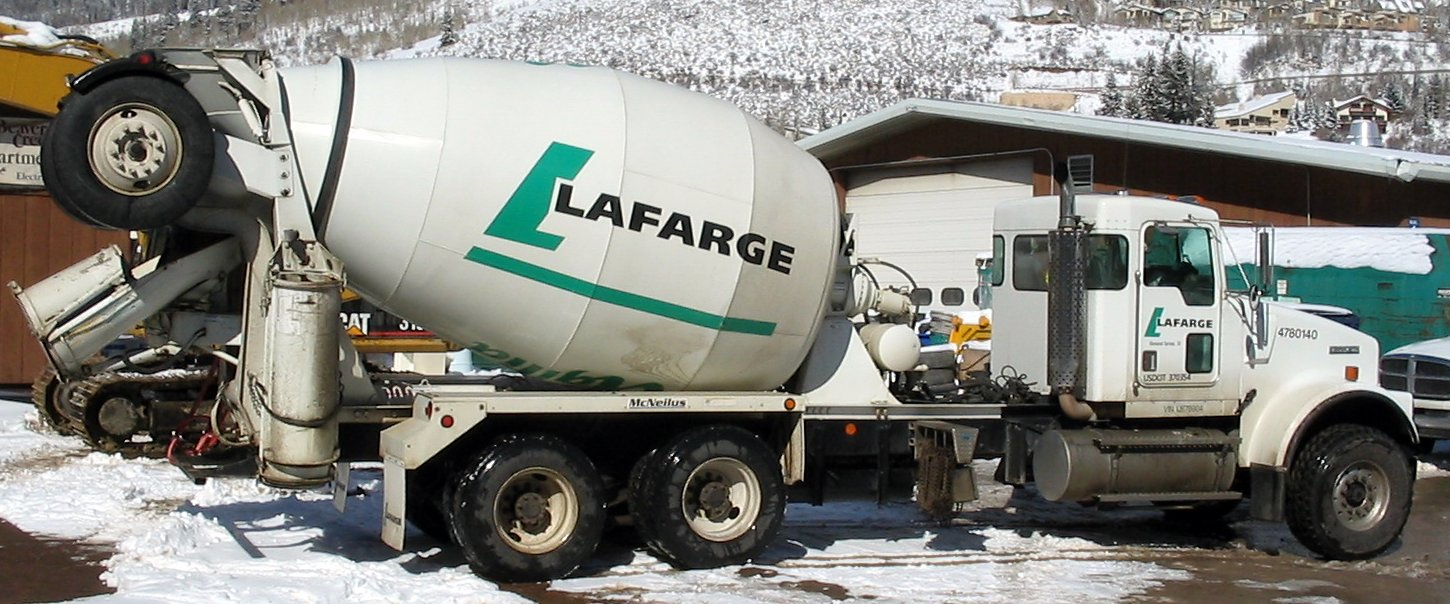
Máy trộn bê tông là một ví dụ về loại xe tải nặng lớp 8.

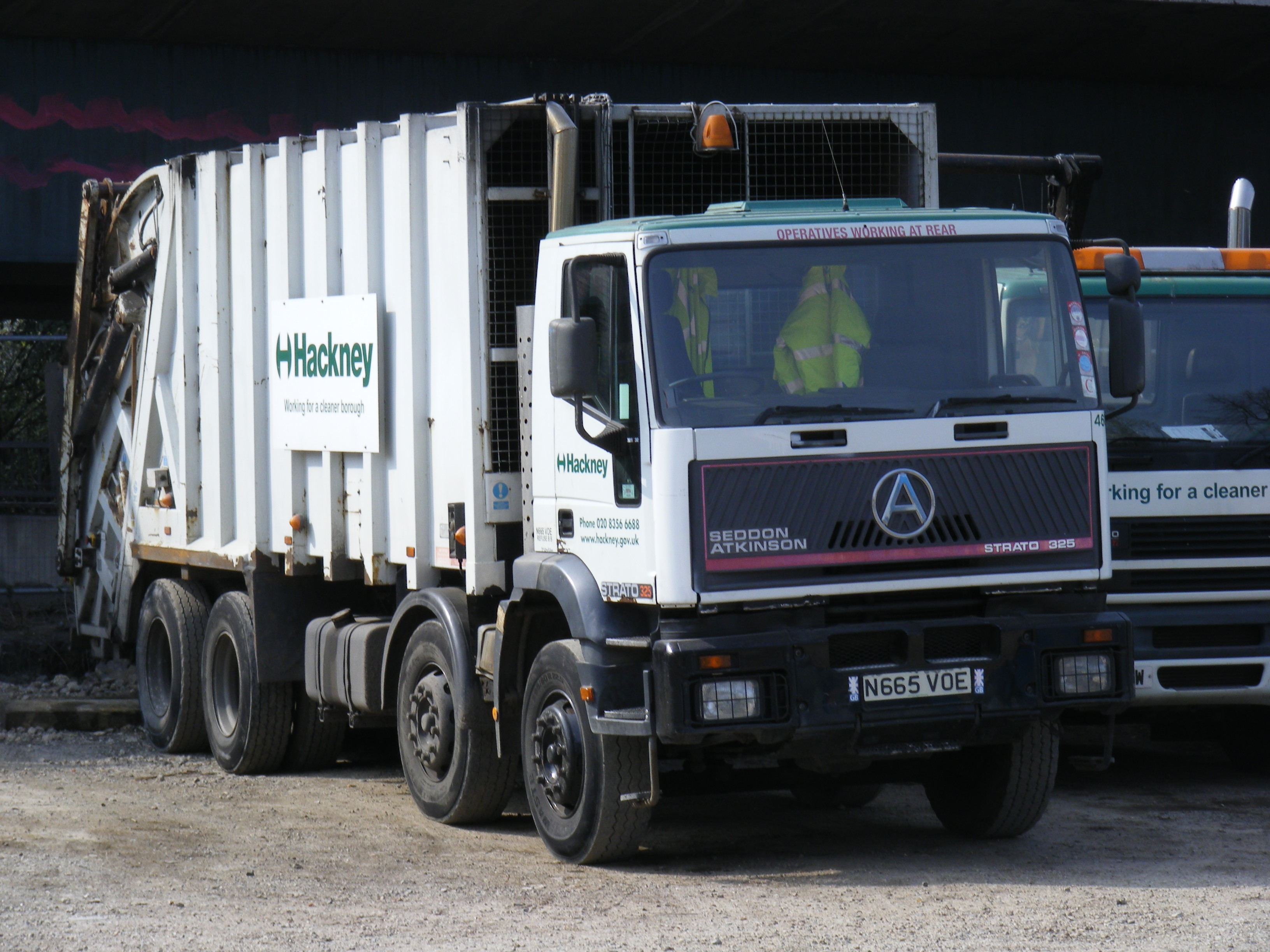
Seddon Atkinson Stratos refuse compactor

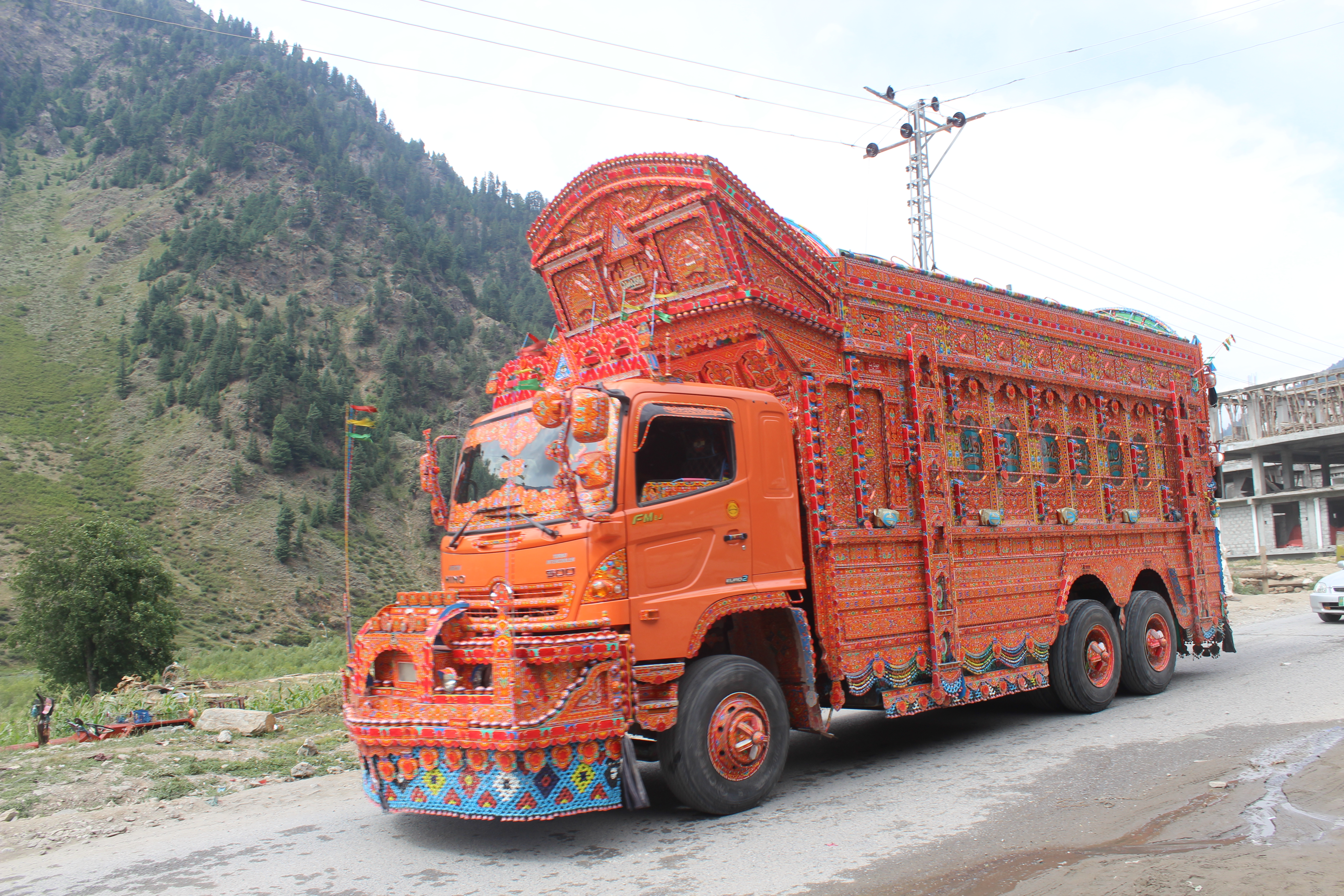
Ở Pakistan, phần lớn xe tải đều được trang trí đầy màu sắc.

Xe tải nặng là loại xe tải lớn nhất trên đường, thuộc lớp 8. Chúng bao gồm các ứng dụng nghề nghiệp như xe chở cát nặng, xe bơm bê tông và xe chở rác, cũng như xe đầu kéo 4x2 và xe đầu kéo 6×4.
Sự hư hại và mài mòn đường diễn ra rất nhanh với trọng lượng trục xe. Số lượng trục lái và loại hệ thống treo cũng ảnh hưởng đến mức độ mài mòn đường. Ở nhiều quốc gia có đường tốt, một chiếc xe tải có sáu trục có thể có trọng lượng tối đa là 44 t (97.000 lb) hoặc cao hơn.

### Xe tải địa hình

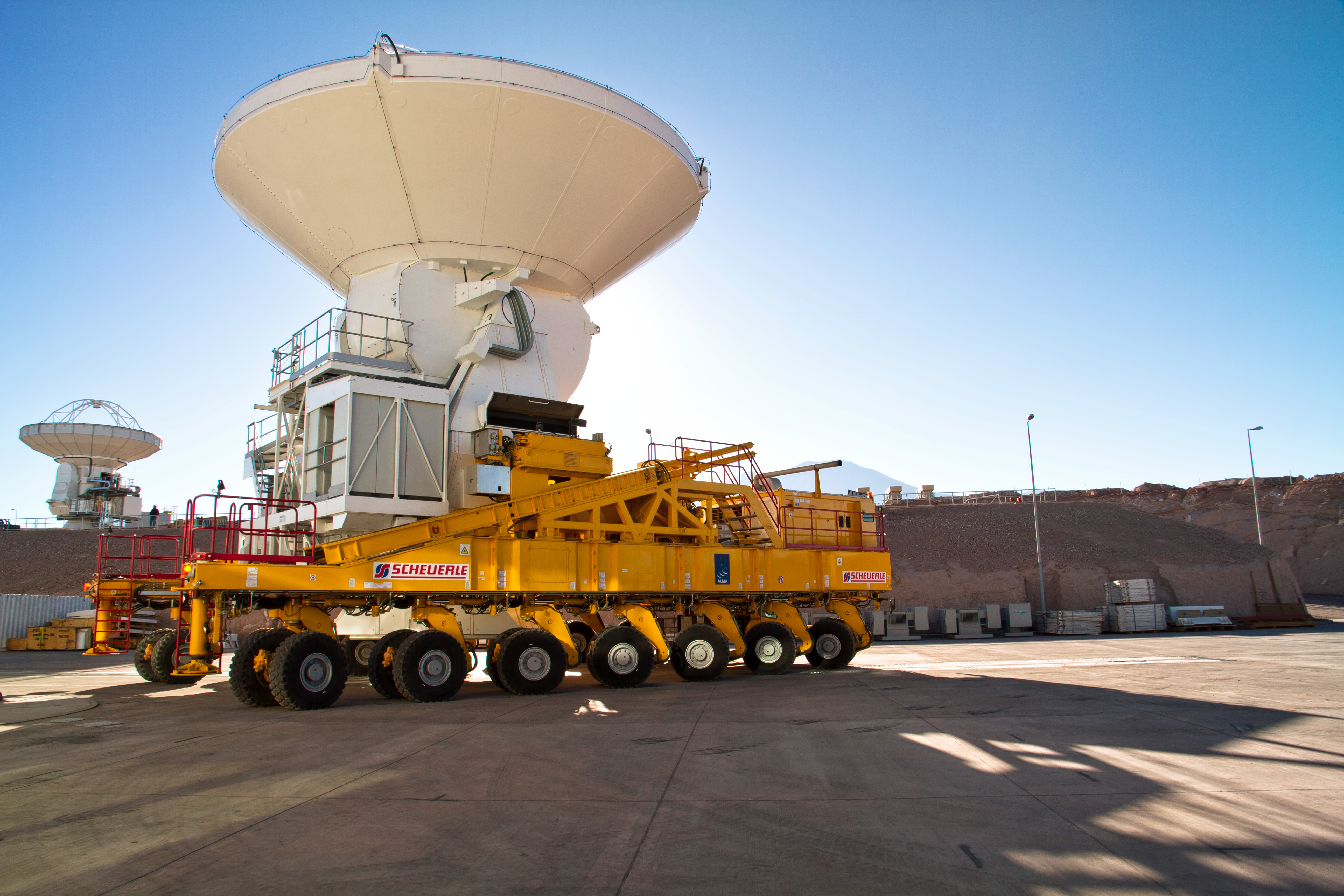
Các thiết bị vận chuyển ăng-ten ALMA dài 20 m, rộng 10 m, nặng 130 t và di chuyển trên 28 bánh xe.

Xe tải địa hình bao gồm các loại xe tải thông thường và xe tải siêu nặng phù hợp với địa hình đường bộ, thường được trang bị các tính năng dành cho điều kiện địa hình như trục lái trước và lốp đặc biệt phù hợp cho các công việc như khai thác gỗ và xây dựng. Còn xe tải địa hình chuyên dụng không bị ràng buộc bởi giới hạn trọng lượng, như xe khai thác mỏ Liebherr T 282B.

### Kích thước tối đa theo từng quốc gia
Ở Úc, quy định về trọng lượng và chiều dài xe tải rất phức tạp, bao gồm khoảng cách giữa các trục, loại trục/nhóm trục, phần sau thụt vào phía sau, điểm gắn rơ-mooc tới phía sau, chiều dài thân rơ-mooc, chiều dài từ trục tới điểm gắn rơ-mooc, và luật về chiều cao và rộng. Các giới hạn này nằm trong số cao nhất trên thế giới. Ví dụ, một B-double có thể nặng 62,5 t (61,5 tấn Anh; 68,9 tấn Mỹ) và dài 25 m (82 ft), và các đoàn tàu đường bộ sử dụng ở vùng chảo cạn có thể nặng 172 t (169,3 tấn Anh; 189,6 tấn Mỹ) và dài 53,5 m (176 ft).
Liên minh châu Âu cũng có quy định phức tạp về kích thước. Số lượng và khoảng cách giữa các trục, hệ thống lái, lốp đơn hoặc lốp đôi và loại hệ thống treo đều ảnh hưởng đến trọng lượng tối đa. Độ dài của xe tải, rơ-mooc, khoảng cách từ trục tới điểm nối, từ điểm nối tới phía sau của rơ-mooc và bán kính quay định rõ. Ngoài ra, có các quy định đặc biệt về vận chuyển container và các quốc gia có thể đặt ra các quy định riêng cho giao thông nội địa.
Luật cầu đường liên bang Hoa Kỳ quản lý mối quan hệ giữa trọng lượng tổng cộng của xe tải, số lượng trục, trọng lượng lên các trục và khoảng cách giữa các trục mà xe tải có thể đi trên hệ thống đường cao tốc nội địa. Mỗi tiểu bang xác định trọng lượng tối đa cho mỗi phương tiện, kết hợp và trọng lượng trên từng trục trên đường tiểu bang và địa phương.
| Quốc gia           | Tối đa với ba trục                            | Với một rơ-moóc                                        | Kết hợp tối đa                                      |
| ------------------ | --------------------------------------------- | ------------------------------------------------------ | --------------------------------------------------- |
| Úc                 | 23 t (22,6 tấn Anh; 25,4 tấn Mỹ)              | 12 m (39 ft)                                           | 172 t (169,3 tấn Anh; 189,6 tấn Mỹ) 53,5 m (176 ft) |
| Trung Quốc         | 25 t (24,6 tấn Anh; 27,6 tấn Mỹ) 12 m (39 ft) | 49 t (48,2 tấn Anh; 54,0 tấn Mỹ) 16,5 m (54 ft)        | 55 t (54,1 tấn Anh; 60,6 tấn Mỹ) 18,75 m (62 ft)    |
| EU                 | 26 t (25,6 tấn Anh; 28,7 tấn Mỹ) 12 m (39 ft) | 16,5 m (54 ft)                                         | 44 t (43,3 tấn Anh; 48,5 tấn Mỹ) 18,75 m (62 ft)    |
| Phần Lan           | 28 t (27,6 tấn Anh; 30,9 tấn Mỹ) 13 m (43 ft) | 76 t (74,8 tấn Anh; 83,8 tấn Mỹ) 34,5 m (113 ft 2 in)  | 76 t (74,8 tấn Anh; 83,8 tấn Mỹ) 34,5 m (113 ft)    |
| Ireland            | 26 t (25,6 tấn Anh; 28,7 tấn Mỹ) 12 m (39 ft) | 30 t (29,5 tấn Anh; 33,1 tấn Mỹ) 16,5 m (54 ft 2 in)   | 44 t (43,3 tấn Anh; 48,5 tấn Mỹ) 22 m (72 ft)       |
| Thụy Điển          | 26 t (25,6 tấn Anh; 28,7 tấn Mỹ) 24 m (79 ft) | 74 t (72,8 tấn Anh; 81,6 tấn Mỹ) 25,25 m (82 ft 10 in) | 74 t (72,8 tấn Anh; 81,6 tấn Mỹ) 25,25 m (82,8 ft)  |
| Vương quốc Anh     | 26 t (25,6 tấn Anh; 28,7 tấn Mỹ) 12 m (39 ft) | 44 t (43,3 tấn Anh; 48,5 tấn Mỹ) 16,5 m (54 ft)        | 44 t (43,3 tấn Anh; 48,5 tấn Mỹ) 18,75 m (62 ft)    |
| Hoa Kỳ (Liên bang) | 54.000 lb (24 t) 45 ft (13,7 m)               | 80.000 lb (36 t) none                                  | 80.000 lb (36 t) none                               |

Một điều độc đáo, ở Tiểu bang Michigan, giới hạn trọng lượng toàn bộ phương tiện là 164,000 lb (0,074389 t), gấp đôi so với giới hạn liên bang tại Hoa Kỳ. Tuy nhiên, một đề xuất thay đổi luật này đã bị đánh bại tại Hạ viện Michigan vào năm 2019.

## Thiết kế
Gần như tất cả các loại xe tải đều có cấu trúc chung gồm: một khung gầm, một buồng lái, một không gian để đặt hàng hóa hoặc thiết bị, các trục xe, hệ thống treo bánh xe, một động cơ và hệ thống truyền động. Ngoài ra, còn có thể có các hệ thống như hệ thống khí nén, thủy lực, làm mát bằng nước, và hệ thống điện. Nhiều xe tải còn có khả năng kéo theo một hoặc nhiều rơ moóc hoặc bán rơ moóc.

### Buồng lái

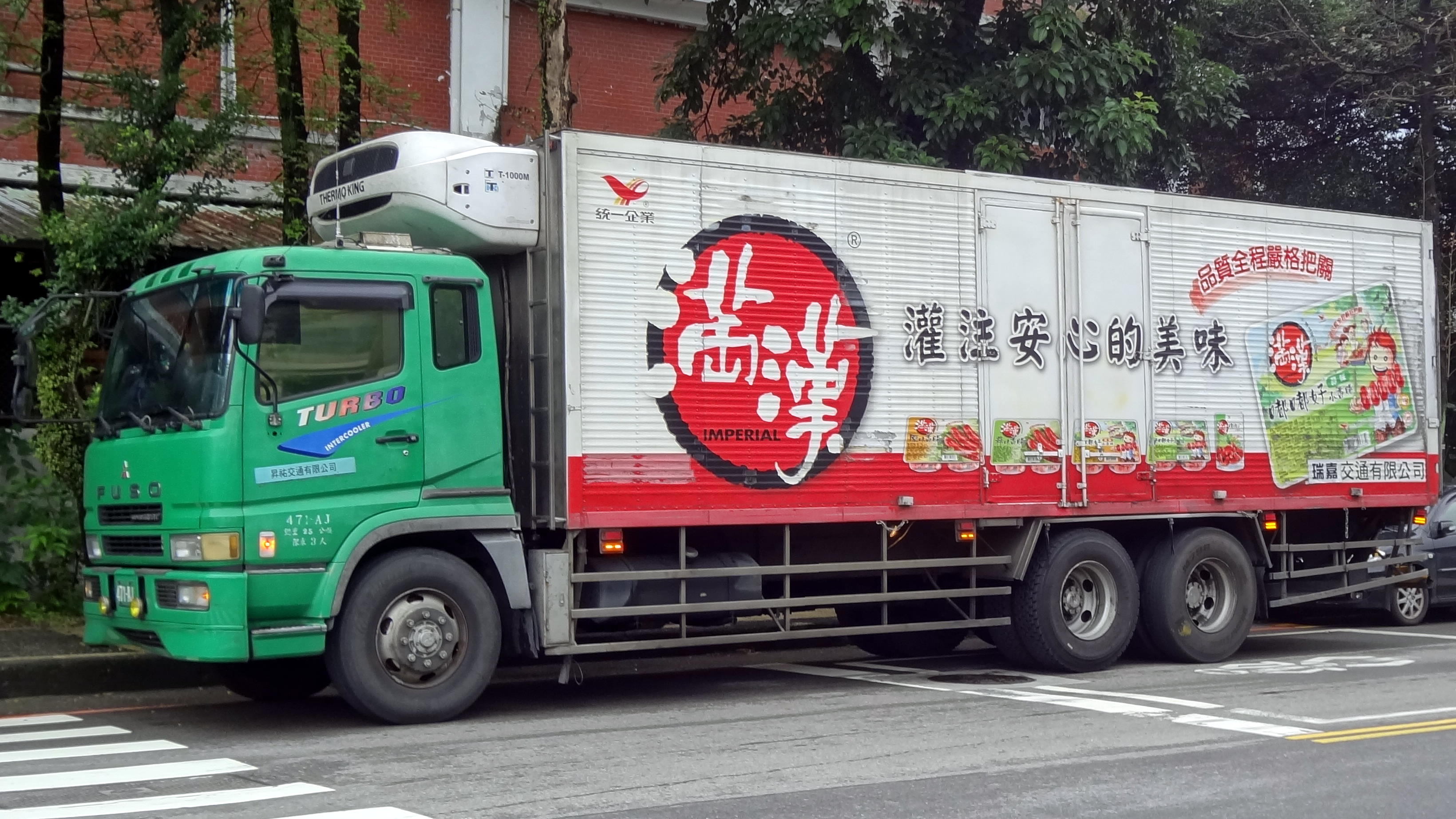
Buồng lái trước

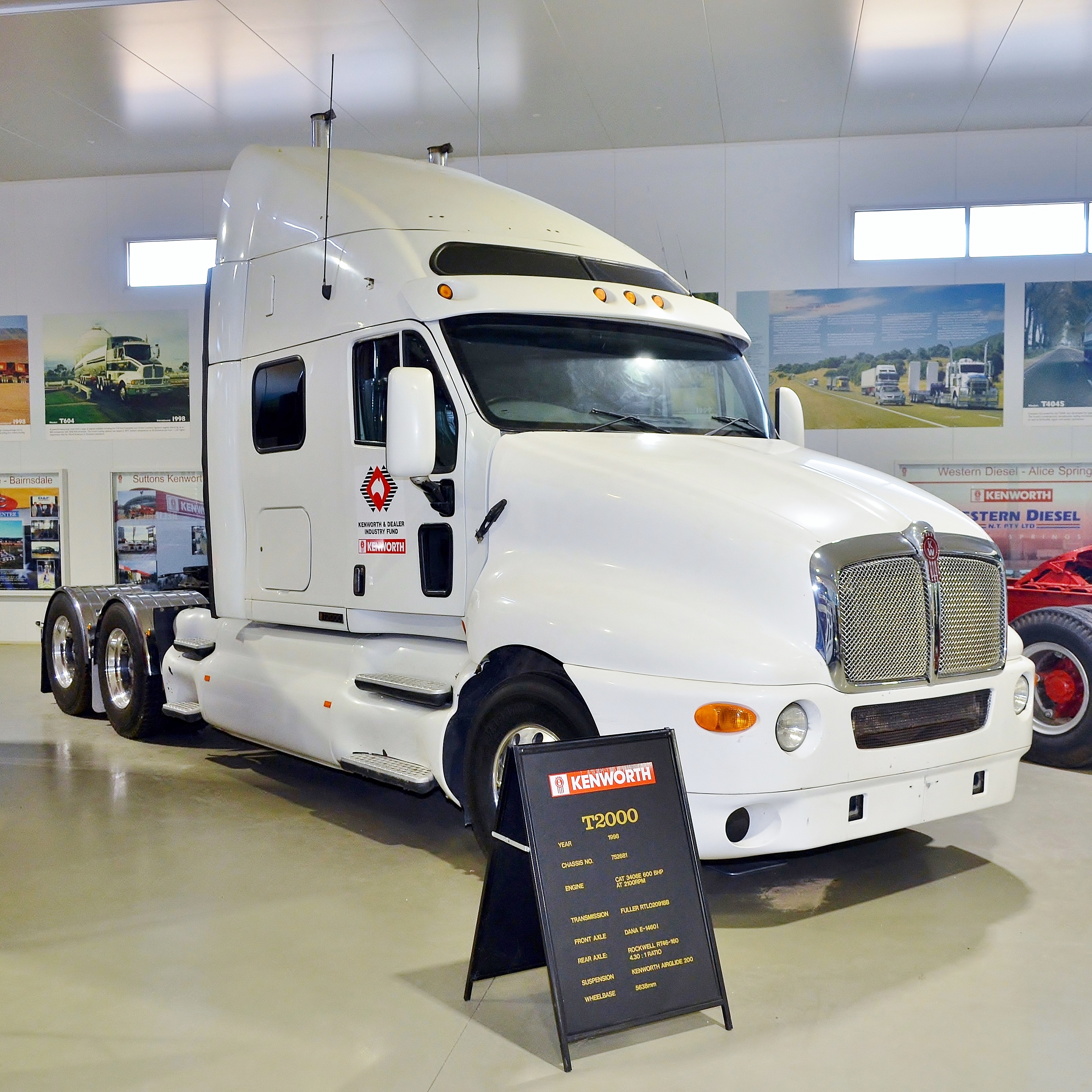
Buồng lái tiêu chuẩn với thiết kế thon gọn

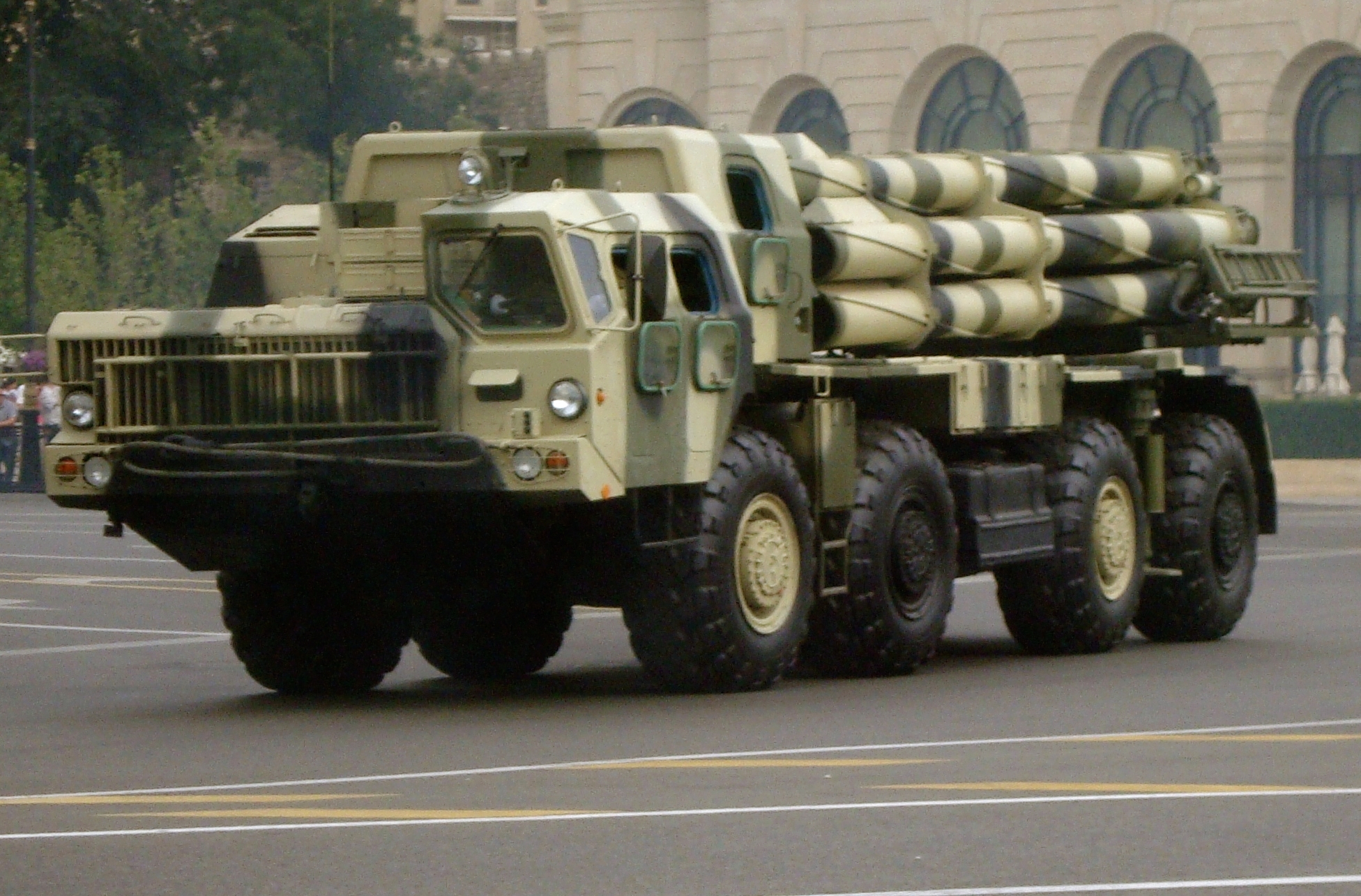
Buồng lái cạnh động cơ

"Buồng lái", hay còn gọi là "buồng lái", là không gian bị đóng kín nơi người lái ngồi. "Nơi nghỉ" là một khoang được gắn vào hoặc tích hợp với buồng lái, cho phép người lái nghỉ ngơi khi không lái xe, thường thấy ở các loại xe tải bán rơ moóc.
Có một số cấu hình khác nhau cho buồng lái:
- "Cab over engine" (COE) hoặc "mũi phẳng": ở đây, người lái ngồi phía trên trục bánh xe trước và động cơ. Kiểu thiết kế này phổ biến ở châu Âu, nơi chiều dài tổng thể của xe tải bị hạn chế chặt chẽ, và cũng được sử dụng rộng rãi ở các khu vực khác trên thế giới. Đây là kiểu thiết kế thông thường trong các xe tải nặng Bắc Mỹ, nhưng đã giảm đi phổ biến khi giới hạn chiều dài được gia tăng vào đầu thập kỷ 1980. Tuy nhiên, kiểu thiết kế này vẫn phổ biến ở Bắc Mỹ cho các xe tải trung và nhẹ. Để tiếp cận động cơ, toàn bộ buồng lái có thể nghiêng về phía trước, từ đó gọi là "buồng lái nghiêng". Loại buồng lái này phù hợp đặc biệt với điều kiện giao hàng ở châu Âu, nơi nhiều con đường yêu cầu bán kính quay nhỏ do thiết kế mũi phẳng có chiều dài trục bánh xe ngắn hơn.
- "Cab-under" (nguyên tác là "buồng lái dưới"): đây là kiểu người lái ngồi ở phía trước thấp nhất có thể để tạo ra không gian chứa hàng tối đa.[39][40] Có một số ví dụ do Hunslet, Leyland, Bussing, Strick và Steinwinter sản xuất.[41]
- "Tiêu chuẩn": đây là buồng lái người lái nằm phía sau động cơ, tương tự như hầu hết các xe hơi hay xe bán tải. Nhiều buồng lái mới có thiết kế thon gọn, có một nắp ca-pô nghiêng và các tính năng khác để giảm lực cản không khí. Kiểu buồng lái này phổ biến nhất ở Bắc Mỹ, Úc và Trung Quốc, và được gọi là "buồng lái Mỹ" ở Anh, và "buồng lái đạn" ở Hà Lan.
- Thiết kế "Buồng lái bên cạnh động cơ" được sử dụng cho các loại xe xe nâng container tại các cảng và cho các loại xe chuyên dụng khác chở hàng dài như ống. Loại này thường được tạo ra bằng cách thay thế một bên hành khách của xe tải mũi phẳng bằng một phần mở rộng của khoang chứa hàng.[39][40]

Một phát triển tiếp theo từ điều này là xe nâng bánh xe tải có khả năng tải hỗ trợ bên hông. Điều này có thể được mô tả như một loại phương tiện được chế tạo đặc biệt, có các đặc tính tương tự như một loại xe tải loại này, cộng với khả năng nâng được hàng hóa của chính nó.

### Động cơ và động cơ máy

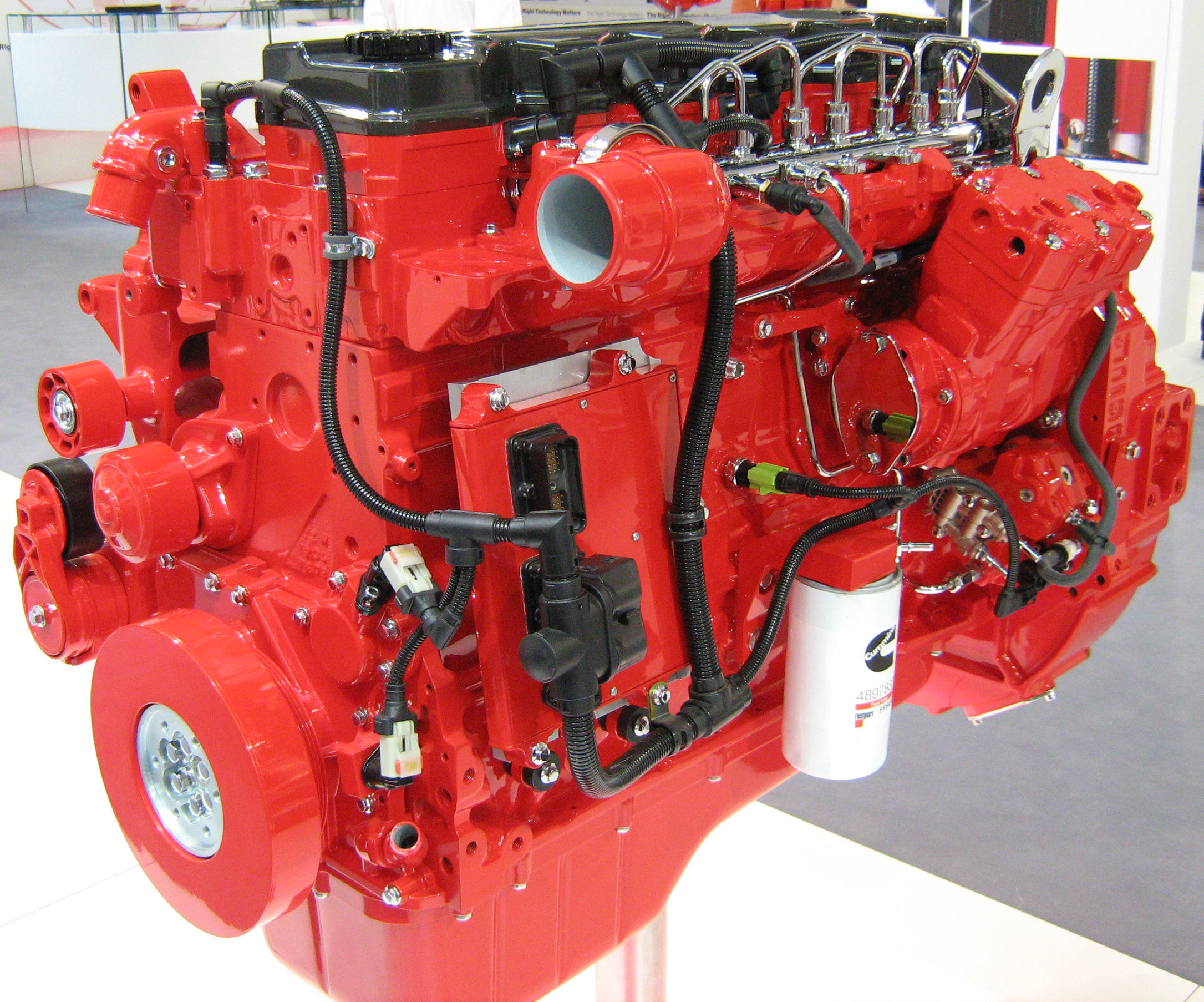
Động cơ diesel xe tải dùng trong các dòng xe tải trung bình Cummins ISB 6.7L

Hầu hết các xe tải nhỏ như các loại xe SUV, xe vận tải hoặc xe bán tải, và cả xe tải nhẹ và trung bình ở Bắc Mỹ, Trung Quốc và Nga đều sử dụng động cơ xăng (động cơ xăng), nhưng hiện nay có nhiều mẫu xe dùng động cơ diesel. Hầu hết các loại xe tải nặng hơn sử dụng động cơ diesel bốn kỳ với bộ tăng áp và bộ làm lạnh sau nén. Các loại xe tải nặng khỏi đường sử dụng động cơ kiểu máy xe lửa như động cơ V12 Detroit Diesel chạy hai kỳ. Một tỷ lệ lớn các xe tải chở rác tại Hoa Kỳ sử dụng động cơ CNG (khí tự nhiên nén) do chi phí nhiên liệu thấp và khí thải carbon giảm đi.
Một phần quan trọng các xe tải sản xuất tại Bắc Mỹ sử dụng động cơ do hãng sản xuất động cơ độc lập cuối cùng còn lại (Cummins), nhưng hầu hết các nhà sản xuất ô tô toàn cầu như Volvo Trucks và Daimler AG đều quảng cáo các động cơ "độc quyền" của họ.
Tại Liên minh châu Âu, tất cả các động cơ mới cho xe tải phải tuân thủ quy định về khí thải Euro VI.
Đến năm 2019, có một số công nghệ thay thế đang cạnh tranh để thay thế việc sử dụng động cơ diesel trong các xe tải nặng. Động cơ CNG được sử dụng rộng rãi trong ngành công nghiệp xử lý chất thải ở Mỹ và trong các thiết bị trộn bê tông khác, nhưng hạn chế về tầm hoạt động đã ngăn cản việc sử dụng rộng rãi hơn trong các ứng dụng vận tải hàng hóa. Xe tải điện nặng và xe tải sử dụng khí hydro là những sản phẩm mới trên thị trường vào năm 2021, nhưng các công ty vận tải hàng hóa lớn đang quan tâm. Mặc dù ô tô sẽ là lựa chọn đầu tiên, việc loại bỏ các phương tiện sử dụng nhiên liệu hóa thạch cũng bao gồm các loại xe tải. Theo tạp chí The Economist, "Xe tải điện có lẽ sẽ chạy bằng khí hydro, không phải pin, vì pin quá đắt." Các nhà nghiên cứu khác cho rằng khi các bộ sạc nhanh hơn có sẵn, pin sẽ cạnh tranh với động cơ diesel cho tất cả các loại xe, trừ có lẽ là các loại xe tải nặng nhất.

### Hệ truyền động

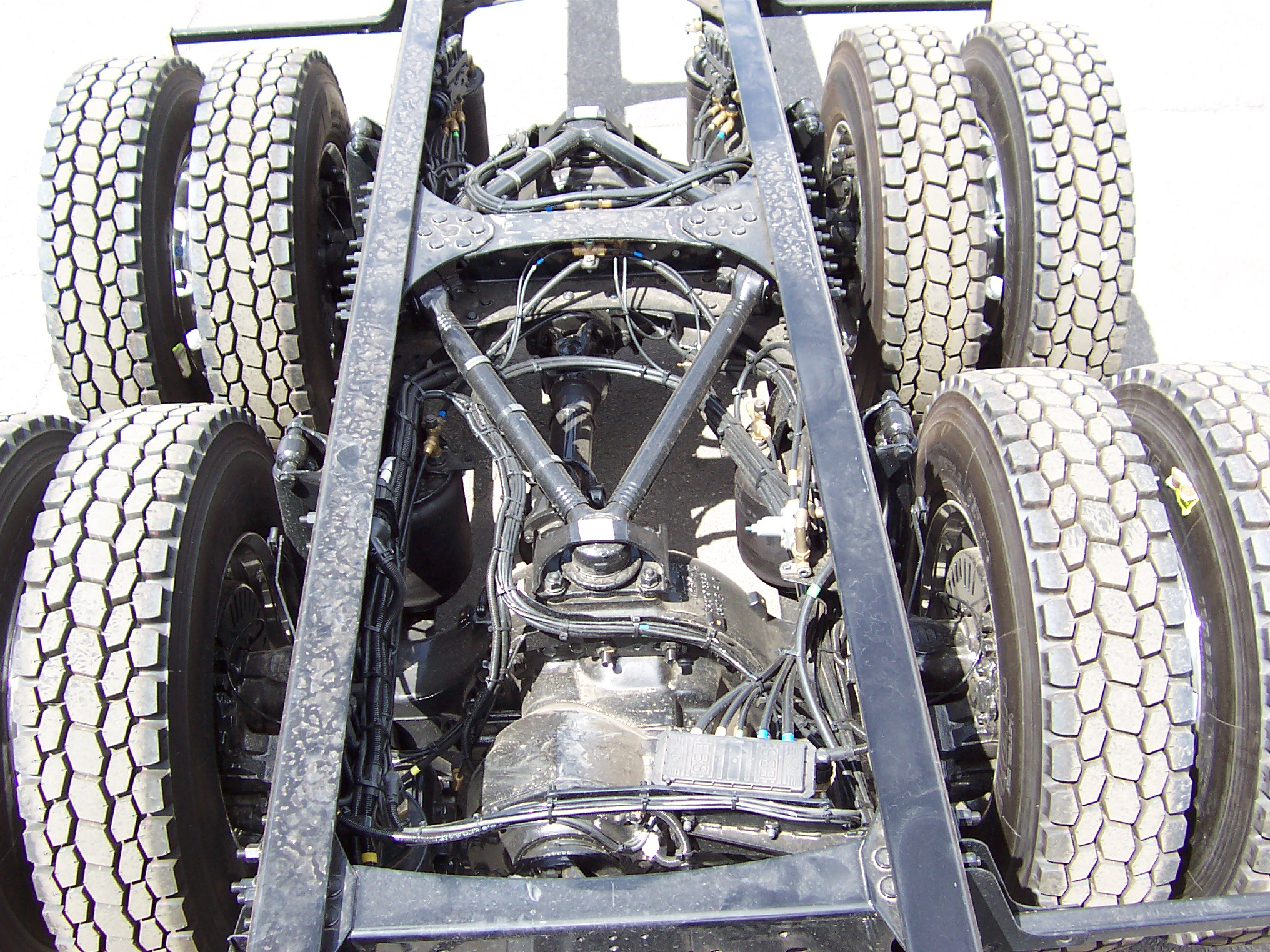
Tổng quan về hệ thống treo sau và trục lái của xe tải

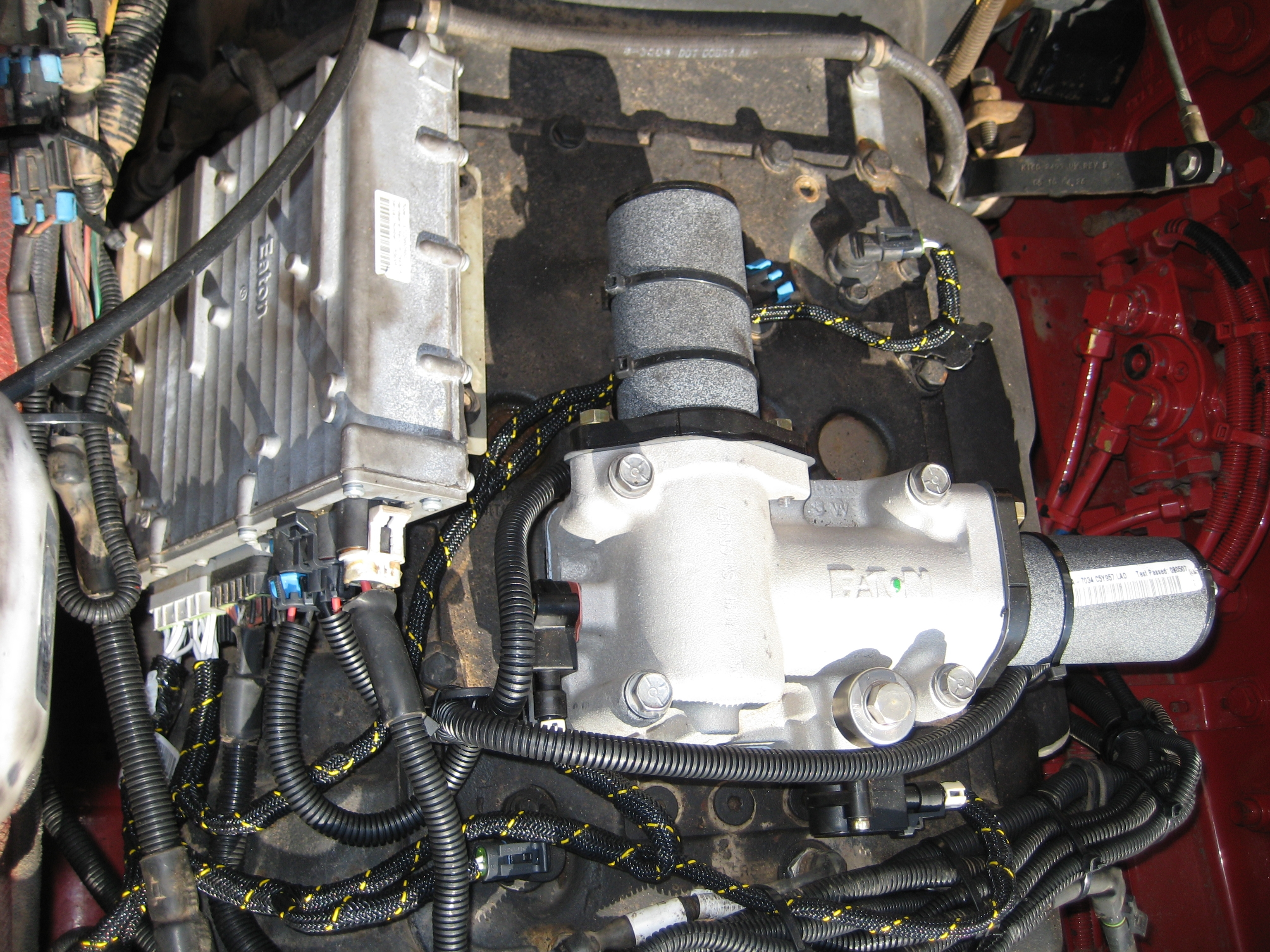
Hộp số tự động 18 tốc độ "crash box" của Eaton Roadranger

Xe tải nhỏ và ô tô thường dùng cùng loại hộp số, bao gồm tự động hoặc cơ học với synchromesh (bộ đồng bộ). Xe tải lớn thường dùng hộp số cơ học không đồng bộ để giảm kích thước và trọng lượng. Hộp số không đồng bộ yêu cầu nhấn ly hợp hai lần khi chuyển số, hoặc sử dụng cách "floating" - không dùng ly hợp trừ khi bắt đầu và dừng xe, giúp chuyển số nhanh hơn và bảo vệ ly hợp.
Kỹ thuật nhấn ly hợp hai lần cho phép đồng bộ vòng tua động cơ và hộp số để chuyển số mượt mà. Khi tăng số, người lái thả pedal ga và nhấn pedal ly hợp khi chuyển sang trạng thái trung lập, sau đó nhấn pedal ly hợp nhanh và đẩy số lên. Khi giảm số, người lái tương tự nhấn pedal ly hợp, nhưng lúc này cần tăng vòng tua động cơ để đồng bộ trước khi chuyển số mượt mà. Cách "skip changing" cũng phổ biến, tương tự nhưng giữ trạng thái trung lập hơn.
Ở Bắc Mỹ, xe tải thường có hộp số 9, 10, 13, 15, hoặc 18 số. Hộp số hỗn hợp tự động và hộp số cơ học tự động ngày càng phổ biến. Ở châu Âu, xe tải lớn thường có hộp số cơ học 8, 10, 12, hoặc 16 số, còn hộp số tự động có thể có 5 đến 12 số. Hầu hết hộp số xe tải nặng sử dụng kiểu "range and split" để chọn số, với việc chọn khoảng và các số "half" hoặc "split" trước khi chọn số chính.

### Khung xe

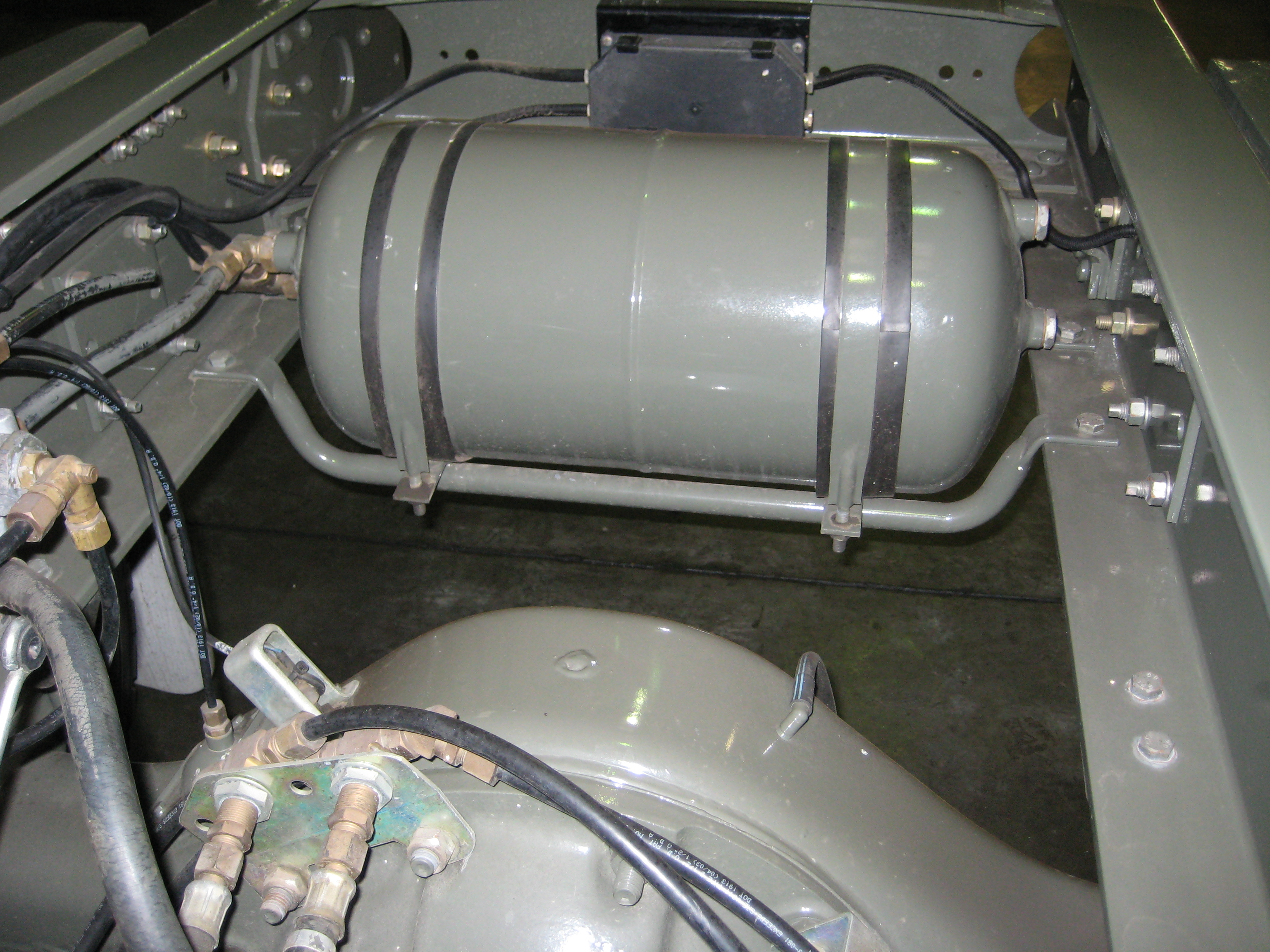
Phần khung (thân) xe tải phía sau

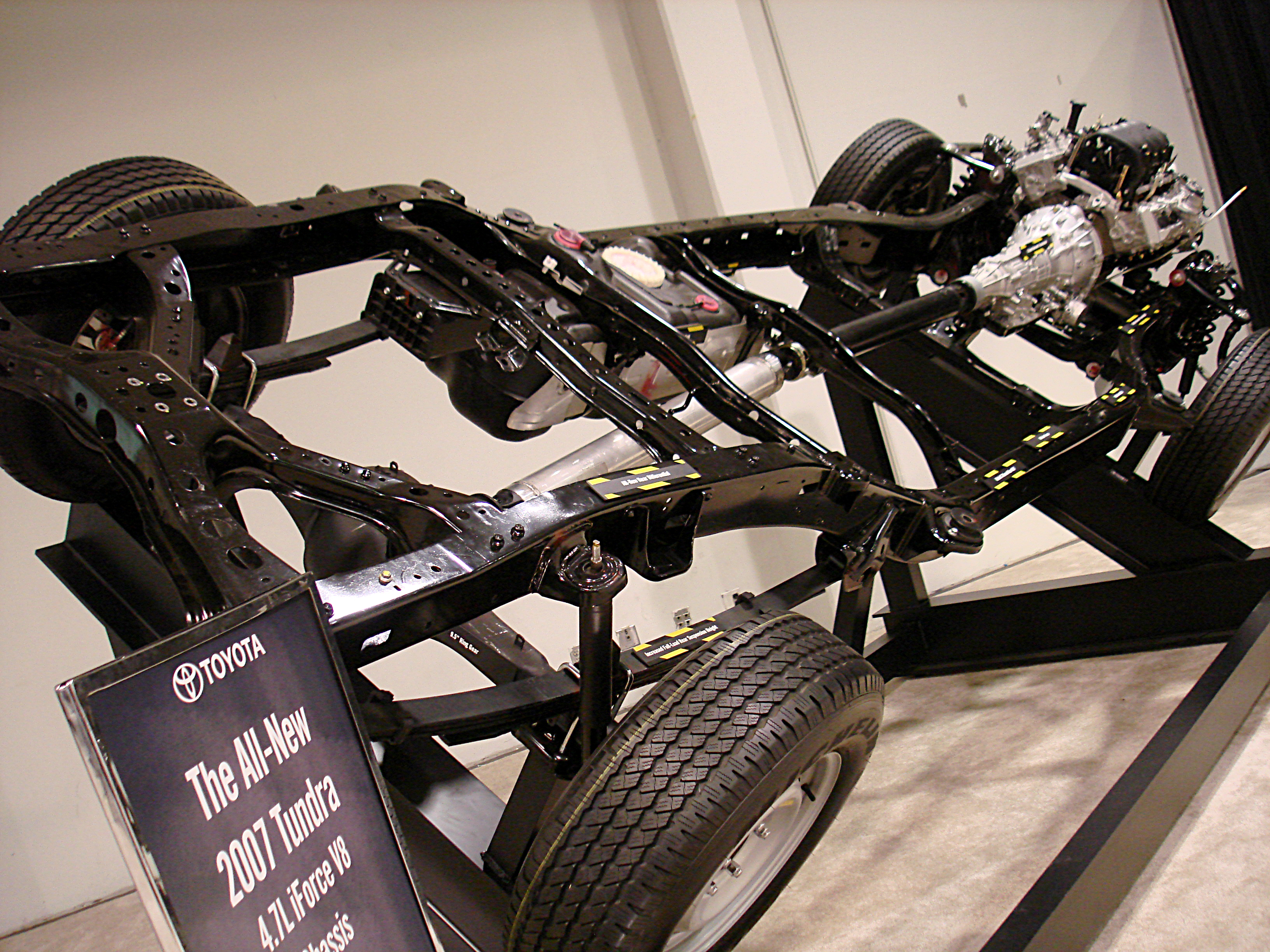
Khung xe tải pickup (phía sau bên phải)

Khung xe tải gồm hai thanh ray hình hộp hoặc hình chữ C song song, nối bằng thanh ngang gọi là crossmembers. Cấu trúc này thường được gọi là khung thang vì giống cái thang nếu đặt đứng. Các thanh ray gồm phần dọc dài và hai phần ngang ngắn. Phần dọc chống uốn khi có tải dọc từ trên khung. Thường là phẳng trên xe tải nặng, có thể nghiêng hoặc cong để làm cho không gian rộng hơn xung quanh động cơ hoặc trục lái. Lỗ trên thanh ray dùng để gắn bộ phận xe, dây cáp hoặc điều chỉnh khung tại nhà máy sản xuất hoặc cửa hàng sửa chữa.
Khung thường làm từ thép, nhưng cũng có thể từ nhôm để giảm trọng lượng. Đầu kéo nặng thường sử dụng hệ thống nối "fifth wheel hitch".

### Các loại thân xe
Xe tải thùng ("xe tải mui bạt" ở Anh) có thành và mái, tạo ra một không gian chứa hàng kín. Phía sau có cánh cửa để dỡ hàng; thỉnh thoảng có cửa bên hông.
Xe tải Khung gầm có cabin có một cabin hoàn toàn kín phía trước, với khung gầm trần không sau, thích hợp để gắn kết một tải trọng đặc biệt sau này, như một thân xe xe chữa cháy hoặc xe cấp cứu.
Xe trộn bê tông có một trống quay trên một trục nghiêng, quay theo một hướng để trộn và theo hướng khác để đổ bê tông xuống ống thoát. Do trọng lượng và yêu cầu về công suất của thân trống và các công trình xây dựng khó khăn, các xe trộn phải rất mạnh mẽ.
Xe tải hai cầu lái là các phương tiện được sử dụng để lái phía sau của các moóc.
Xe tải đổ ("xe tải xúc" ở Anh) chuyên chở vật liệu lỏng như cát, sỏi hoặc đất trong xây dựng. Một chiếc xe tải đổ điển hình có một ngăn mở ở phía sau và nâng lên ở phía trước, cho phép vật liệu trong ngăn được đổ ra ("đổ") xuống mặt đất phía sau xe.
Xe tải mui phẳng có một thân xe với bề mặt phẳng hoàn toàn. Điều này cho phép việc nạp hàng nhanh chóng và dễ dàng nhưng không có bảo vệ cho hàng hóa. Thỉnh thoảng có thêm các bên treo hoặc có thể tháo rời.
Xe tải lạnh có các tấm cách nhiệt làm thành và mái và sàn, được sử dụng để vận chuyển hàng tươi và đông lạnh như kem, thực phẩm, rau củ và thuốc đông y. Chúng thường được trang bị cánh cửa sau hai cánh, nhưng thỉnh thoảng có cửa bên hông.
Xe tải rác có thân xe đặc biệt để thu gom và thường là nén rác được thu thập từ các khu vực đô thị, thương mại và công nghiệp. Ứng dụng này sử dụng rộng rãi cấu hình cab-over ở Bắc Mỹ, để cung cấp khả năng vận hành tốt hơn trong các tình huống chật hẹp. Chúng cũng là những chiếc xe có trọng tải và trọng lượng to nhất trên đường công cộng.
Xe đầu kéo nửa trailer ("xe kéo nửa trailer" ở Anh) có một bánh xe thứ năm để kéo một nửa trailer thay vì có thân xe.
Xe tải chở hóa chất ("xe chở hóa chất" ở Anh) được thiết kế để chở các chất lỏng hoặc khí. Thông thường, chúng có một bình tròn nằm ngang trên khung gầm. Có nhiều biến thể do sự đa dạng rộng rãi về các chất lỏng và khí có thể được vận chuyển.
Xe kéo văng ("xe sửa chữa" ở Anh) được sử dụng để khôi phục và/hoặc kéo các phương tiện gặp sự cố. Thông thường, chúng được trang bị một cần cẩu có dây cáp; các bộ nâng bánh/ khung gầm đang trở nên phổ biến trên các chiếc xe tải mới hơn.

## Bán hàng và các vấn đề liên quan

### Thị trường xe tải toàn cầu
| STT | Hãng sản xuất                                                                    | Số lượng đơn vị |
| --- | -------------------------------------------------------------------------------- | --------------- |
| 1   | Daimler AG (Mercedes-Benz, Freightliner, Unimog, Western Star, Fuso, BharatBenz) | 506,663         |
| 2   | Navistar International                                                           | 359,000         |
| 3   | Dongfeng                                                                         | 336,869         |
| 4   | Tata                                                                             | 317,780         |
| 5   | Volvo Group (Volvo, Mack, Renault, UD Nissan)                                    | 207,475         |
| 6   | Volkswagen Group (MAN, Scania, Caminhões e Ônibus)                               | 179,035         |
| 7   | Hino                                                                             | 162,870         |
| 8   | Paccar (DAF, Kenworth, Peterbilt, Leyland)                                       | 154,700         |
| 9   | Iveco                                                                            | 140,200         |

## Tác động đến môi trường

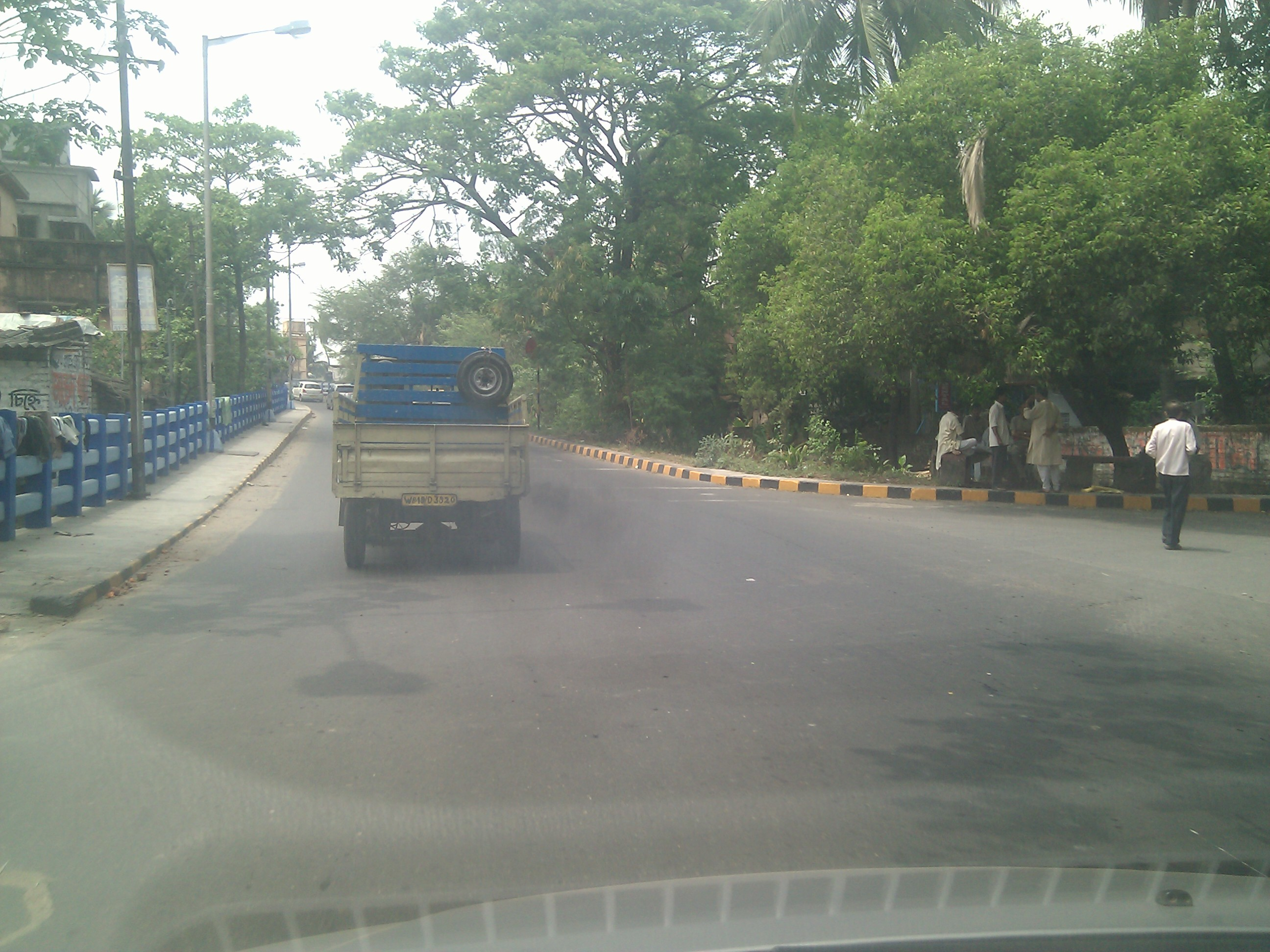
Khói khí thải từ một chiếc xe tải nhỏ

Tương tự như ô tô, xe tải đóng góp vào ô nhiễm không khí, tiếng ồn và ô nhiễm nước. Tuy nhiên, khác với ô tô, tính đến năm 2022, hầu hết xe tải chạy bằng dầu diesel, và khí thải từ động cơ diesel đặc biệt đe dọa sức khỏe. Một số nước có tiêu chuẩn về khí thải khác nhau cho xe tải và ô tô.
Khí thải NOx và hạt bụi thải ra từ xe tải rất đe dọa cho sức khỏe, gây hàng nghìn trường hợp tử vong sớm hàng năm chỉ tại Mỹ. Vì các xe tải cũ thường gây ra nguy hiểm lớn, nhiều thành phố đã cấm xe tải thế kỷ 20. Ô nhiễm không khí cũng đe dọa sức khỏe của các tài xế xe tải chuyên nghiệp.
Hơn một phần tư lượng khí thải nhà kính toàn cầu CO2 đến từ giao thông vận tải hàng đường, vào năm 2021 đã có hơn 1.700 triệu tấn từ xe tải trung và nặng, vì vậy nhiều nước đang hạn chế thêm các khí thải CO2 từ xe tải để giúp hạn chế biến đổi khí hậu. Nhiều tổ chức môi trường ủng hộ việc thực thi luật và các chính sách khuyến khích chuyển đổi từ đường bộ sang đường sắt, đặc biệt tại châu Âu. Nhiều quốc gia đã cam kết rằng 30% doanh số bán ra của xe tải và xe buýt sẽ không thải khí vào năm 2030.
Liên quan đến ô nhiễm tiếng ồn, xe tải thải ra mức âm thanh cao hơn rất nhiều ở mọi tốc độ so với các xe ô tô thông thường; sự tương phản này đặc biệt mạnh mẽ ở những chiếc xe tải nặng. Có một số khía cạnh của hoạt động xe tải góp phần tạo thành âm thanh tổng thể được phát ra. Âm thanh liên tục là những tiếng từ lốp cuốn trên đường và tiếng hum không ngừng của động cơ diesel ở tốc độ cao trên đường cao tốc. Âm thanh ít thường xuyên hơn, nhưng có thể đáng chú ý hơn, là những điều như tiếng huýt sáo cách âm đột ngột và có tần số cao của bộ tăng áp khi tăng tốc, hoặc âm thanh ồn ào đột ngột của bộ giảm tốc exhaust brake khi đi qua đoạn đường xuống dốc. Đã có các quy định về tiếng ồn để kiểm soát nơi và khi nào sử dụng bộ phanh động cơ được phép.

## Sức khỏe và an toàn cho người điều khiển

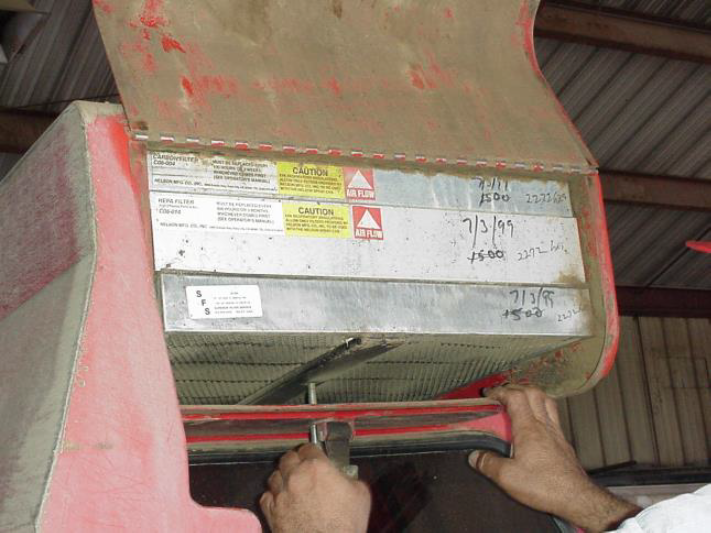
Khung lọc bên trong buồng lái xe tải sử dụng chuỗi liên tục các bộ lọc tiền, HEPA, và than hoạt tính

Buồng lái xe tải là một hệ thống kiểm soát nguy cơ giúp bảo vệ người lái khỏi các chất ô nhiễm gây hại trong không khí. Như một không gian kín, nó là một ví dụ về kiểm soát kỹ thuật. Buồng lái kín đã được sử dụng trên các phương tiện nông nghiệp, khai thác mỏ, và xây dựng trong nhiều thập kỷ. Hầu hết các buồng lái kín hiện đại đi kèm với hệ thống sưởi, thông gió, và điều hòa không khí (HVAC) để chủ yếu duy trì nhiệt độ thoải mái và cung cấp không khí an toàn cho người lái xe. Hệ thống HVAC có thể tích hợp các bộ lọc khác nhau để loại bỏ các chất ô nhiễm như bụi, hạt bụi vi khí diesel (DPM), và các hạt phân tán khác.
Hai yếu tố quan trọng của một khuôn viên môi trường hiệu quả bao gồm một hệ thống lọc tốt và một khuôn viên có tính kín đáo tốt (được cách ly kín khỏi môi trường bên ngoài). Đề xuất rằng hệ thống lọc ít nhất phải lọc ra 95% hoặc nhiều hơn của các hạt phân tán hô hấp trong không khí từ dòng không khí hút vào, kèm theo một thành phần lọc tái tuần hoàn cho không khí bên trong. Tính kín đáo tốt của khuôn viên cũng cần thiết để đạt được áp suất dương nhằm ngăn chặn sự xâm nhập của các hạt phân tán do gió thổi vào khuôn viên, cũng như để giảm thiểu sự rò rỉ không khí xung quanh hệ thống lọc. Các phương pháp kiểm tra và mô hình hóa toán học của các khuôn viên môi trường cũng có ích để định lượng và tối ưu hóa thiết kế hệ thống lọc, cũng như duy trì hiệu suất bảo vệ tốt nhất cho người sử dụng khuôn viên.

## Vấn đề vận hành

### Thuế
Tại Hoa Kỳ, các xe tải thương mại phải đóng thuế sử dụng đường cao hơn so với các phương tiện khác và phải tuân theo các quy định nghiêm ngặt. Có một số lý do khiến xe tải thương mại phải đóng thuế sử dụng đường cao hơn: chúng lớn hơn và nặng hơn so với hầu hết các phương tiện khác, gây ra sự hao mòn nhiều hơn khi chạy trên đường; và xe tải cùng với tài xế thường hoạt động trên đường nhiều giờ hơn mỗi ngày. Quy định về thuế sử dụng đường khác nhau ở từng khu vực.

### Hư hại đến mặt đường
Tuổi thọ của một lớp mặt đường được đo bằng số lượt trục xe qua. Điều này có thể được đánh giá bằng Faktor Tương đương Tải trọng, nói rằng sự hư hại từ lần chạy qua của một trục xe tỉ lệ thuận với lũy thừa thứ tư của trọng lượng, vì vậy một trục xe chở 10 tấn tiêu thụ 10.000 lần tuổi thọ mặt đường so với một trục xe chở 1 tấn. Vì lý do này, chi phí mặt đường cho xe tải chở hàng tương đương với hàng ngàn xe hơi, và chúng phải trả thuế và phí cao hơn trên các con đường cao tốc.

## An toàn xe HGV tại Liên minh châu Âu (EU)
Các xe thương mại trên 3,5 tấn phải tuân thủ giới hạn tốc độ tối đa 90 km/h thông qua hệ thống giới hạn tốc độ trong xe.
Các xe thương mại trên 3,5 tấn phải được trang bị hệ thống bảo vệ chống xâm nhập phía trước, bên hông và phía sau xe để ngăn chặn tình huống người khác bị đè qua xe.
Xe tải phải có gương soi điểm mù để tài xế có tầm nhìn rộng hơn so với gương chiếu hậu thông thường.